# 訃報 2025年5月
訃報 2025年5月（ふほう 2025ねん5がつ）においては、2025年5月の物故者（メディアによる報道ならびに関係する機関もしくは団体・法人などから伝達・告知が実施された人物を含む）についてまとめるものとする。

## 1日 - 15日

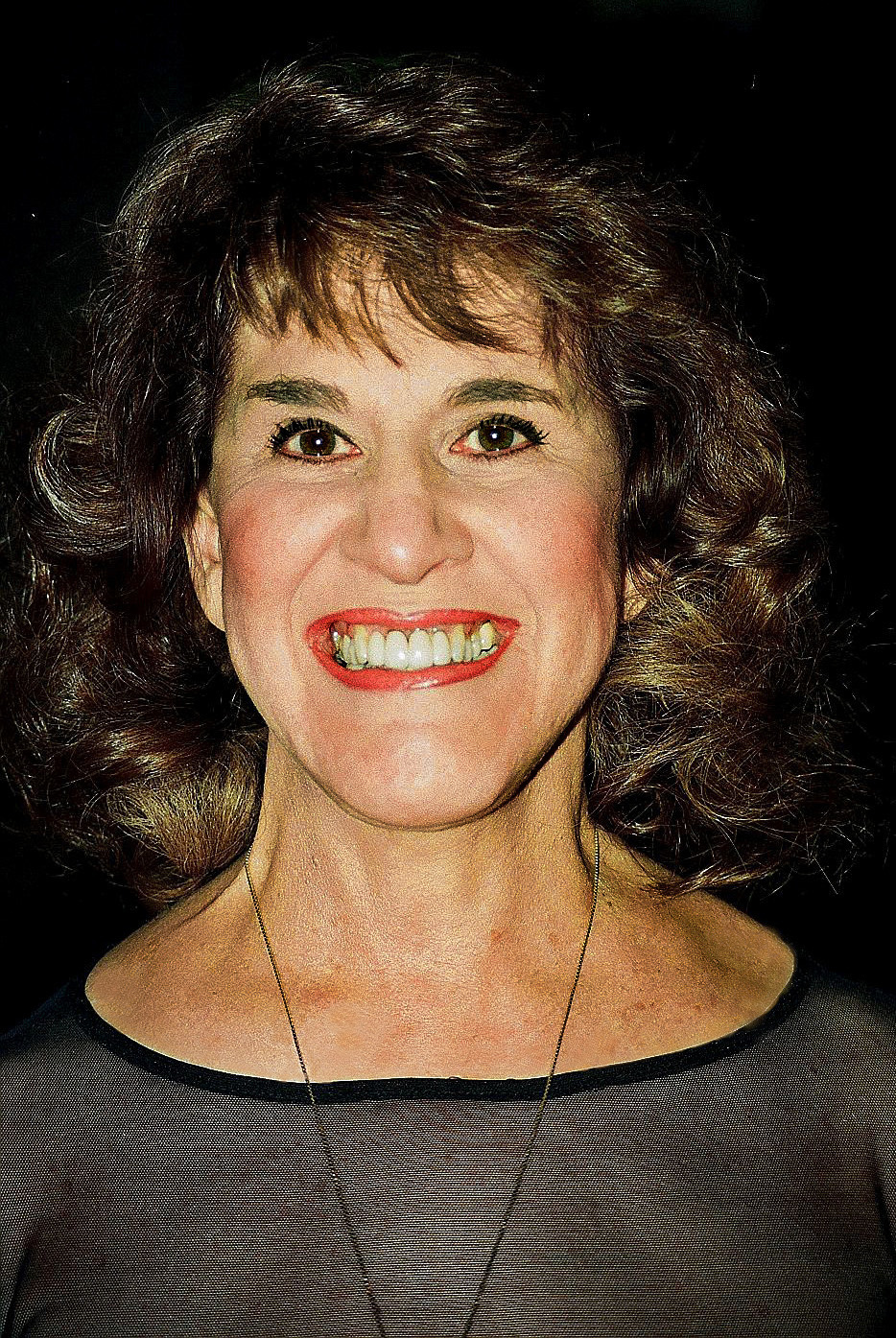
ルース・バジー／5月1日没

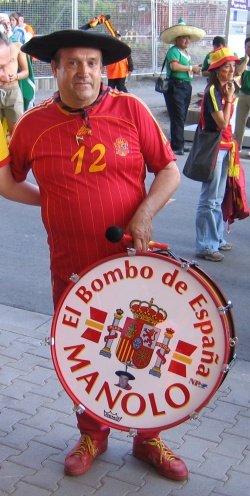
マヌエル・カセレス・アルテセーロ／5月1日没

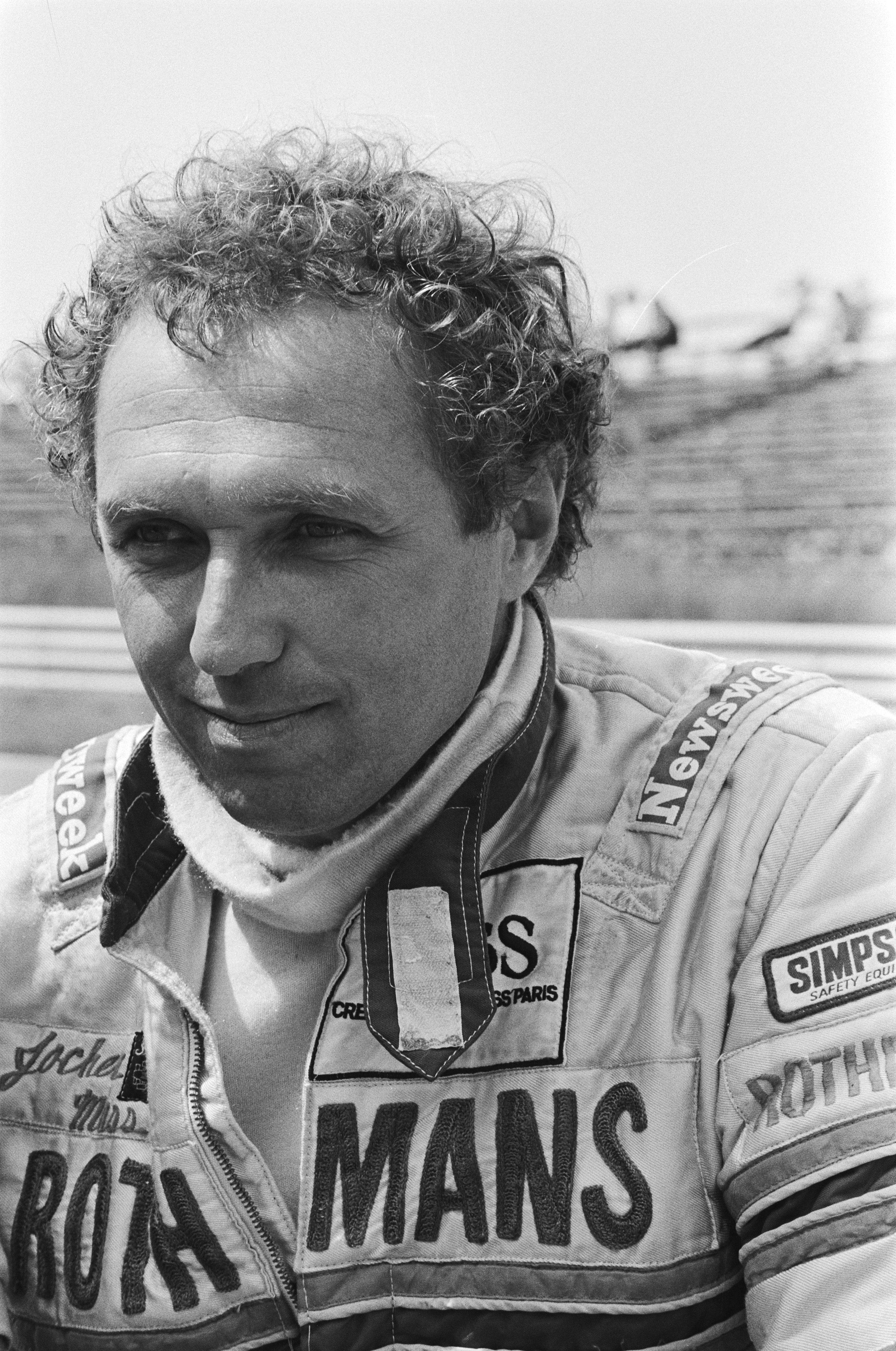
ヨッヘン・マス／5月4日没

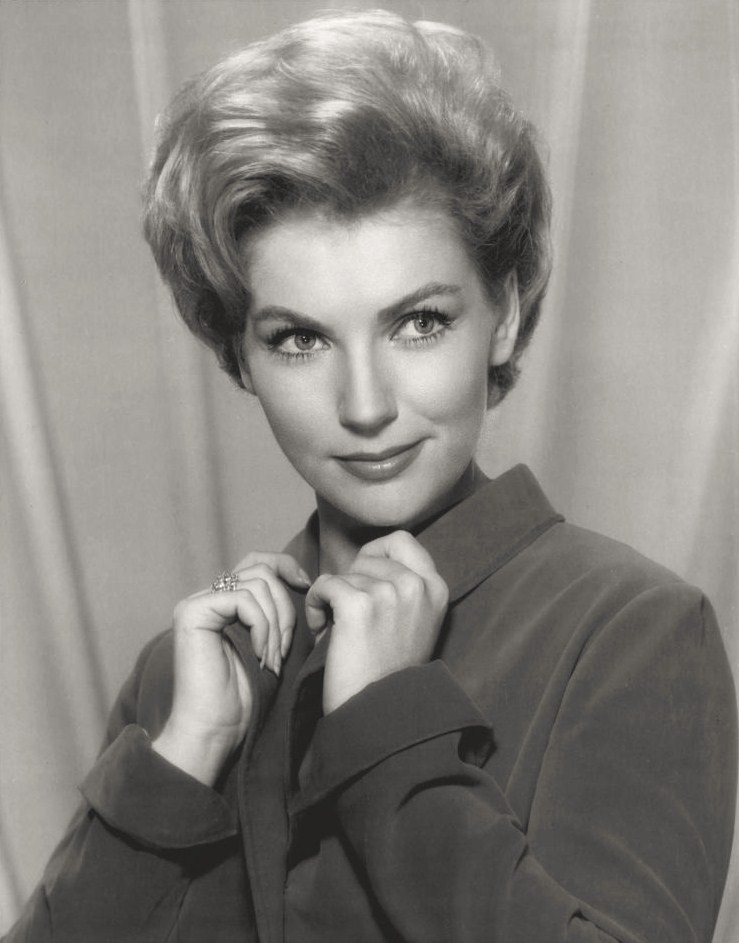
ジョーン・オブライエン／5月5日没

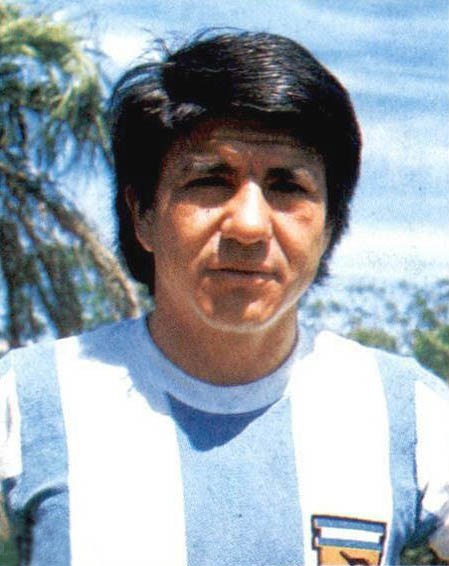
ルイス・ガルバン／5月5日没

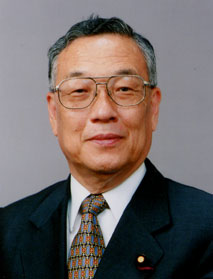
田浦直／5月6日没

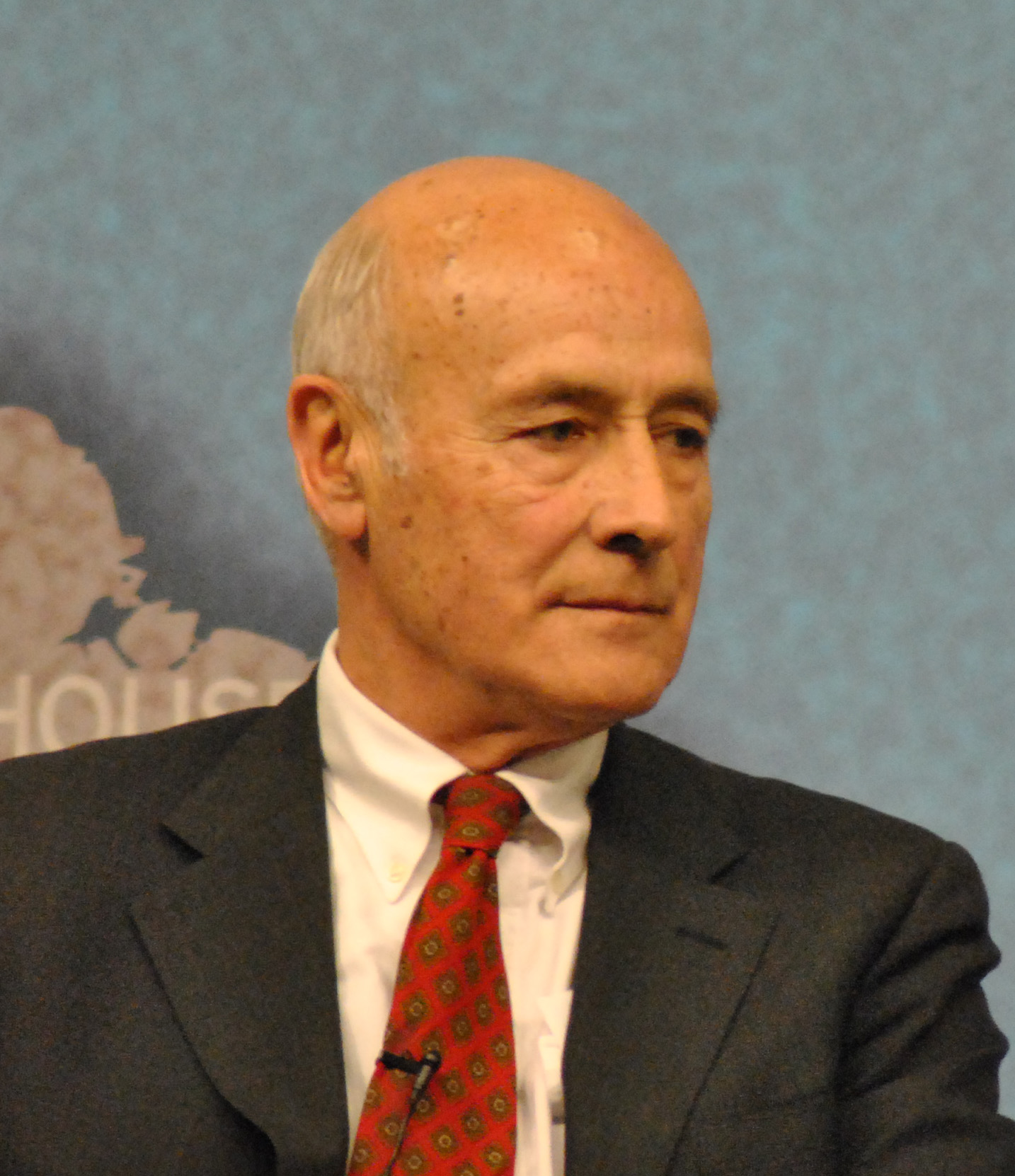
ジョセフ・ナイ／5月6日没

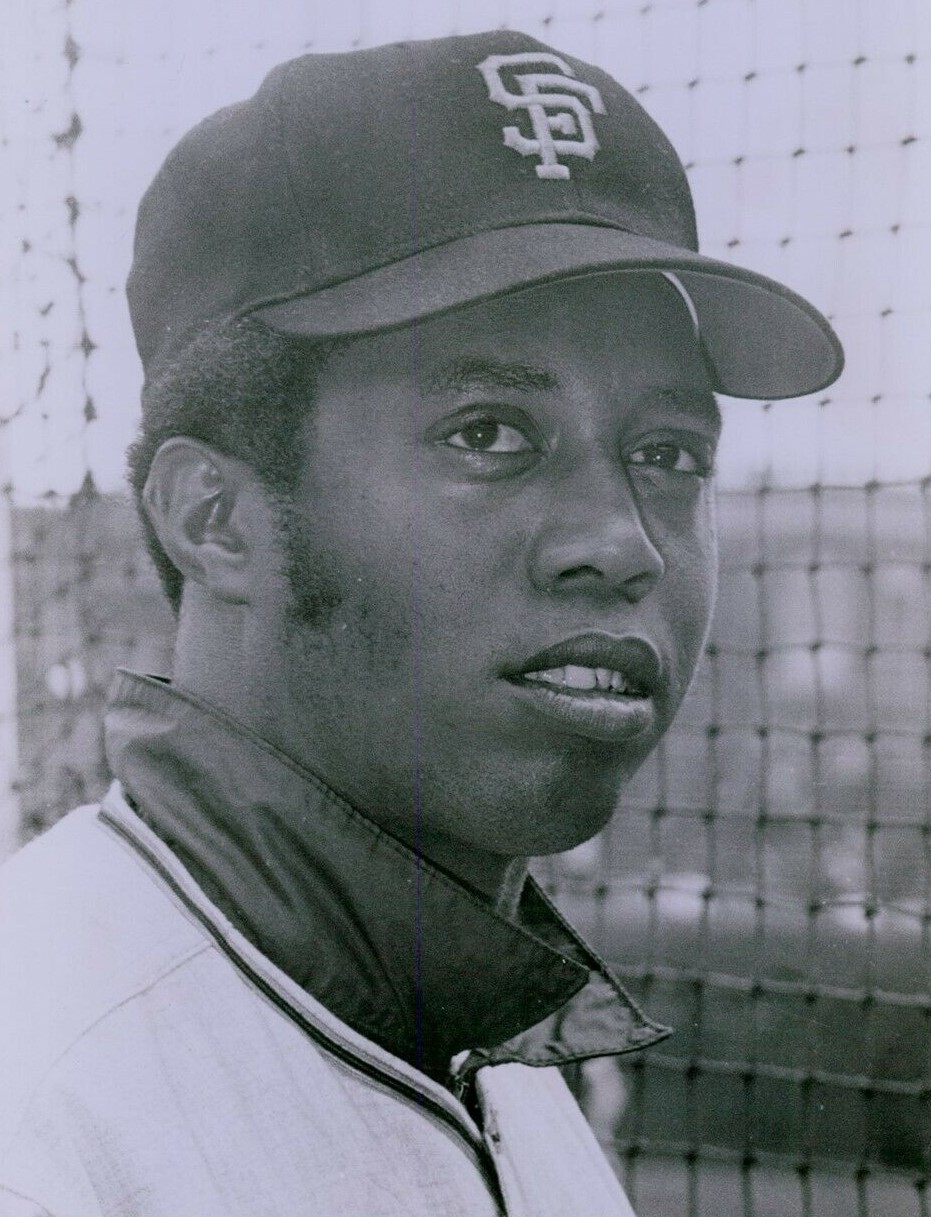
フランク・ジョンソン／5月7日没

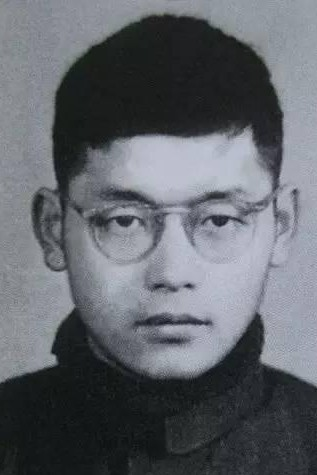
裘錫圭／5月8日没

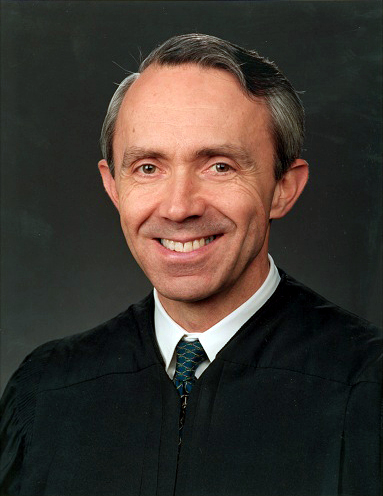
デイヴィッド・スーター／5月8日没

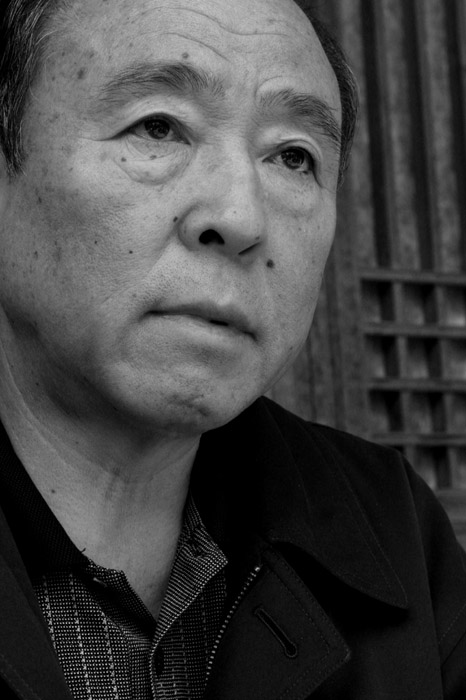
尹厚明／5月8日没

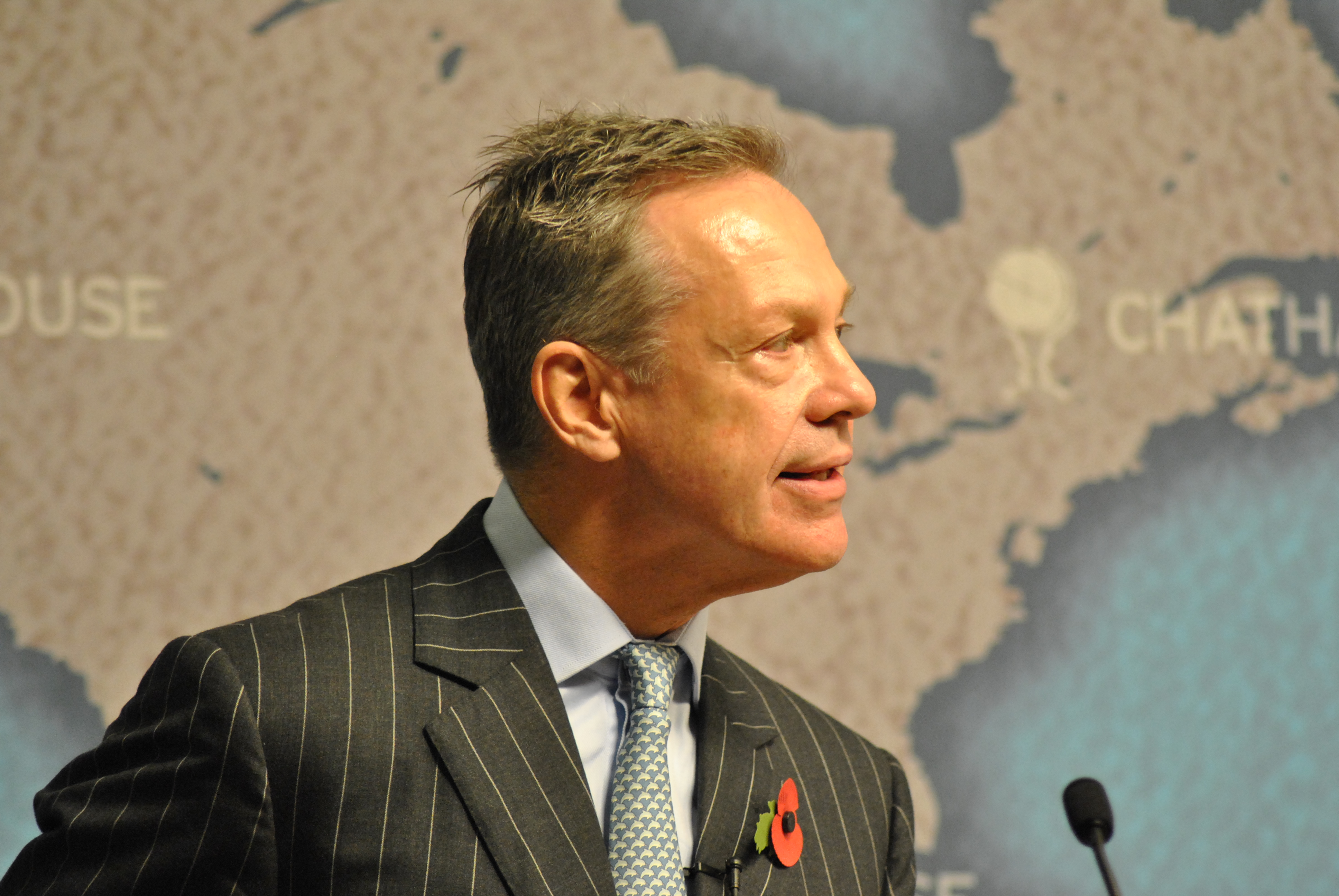
サイモン・マン／5月9日没（訃報発表日）

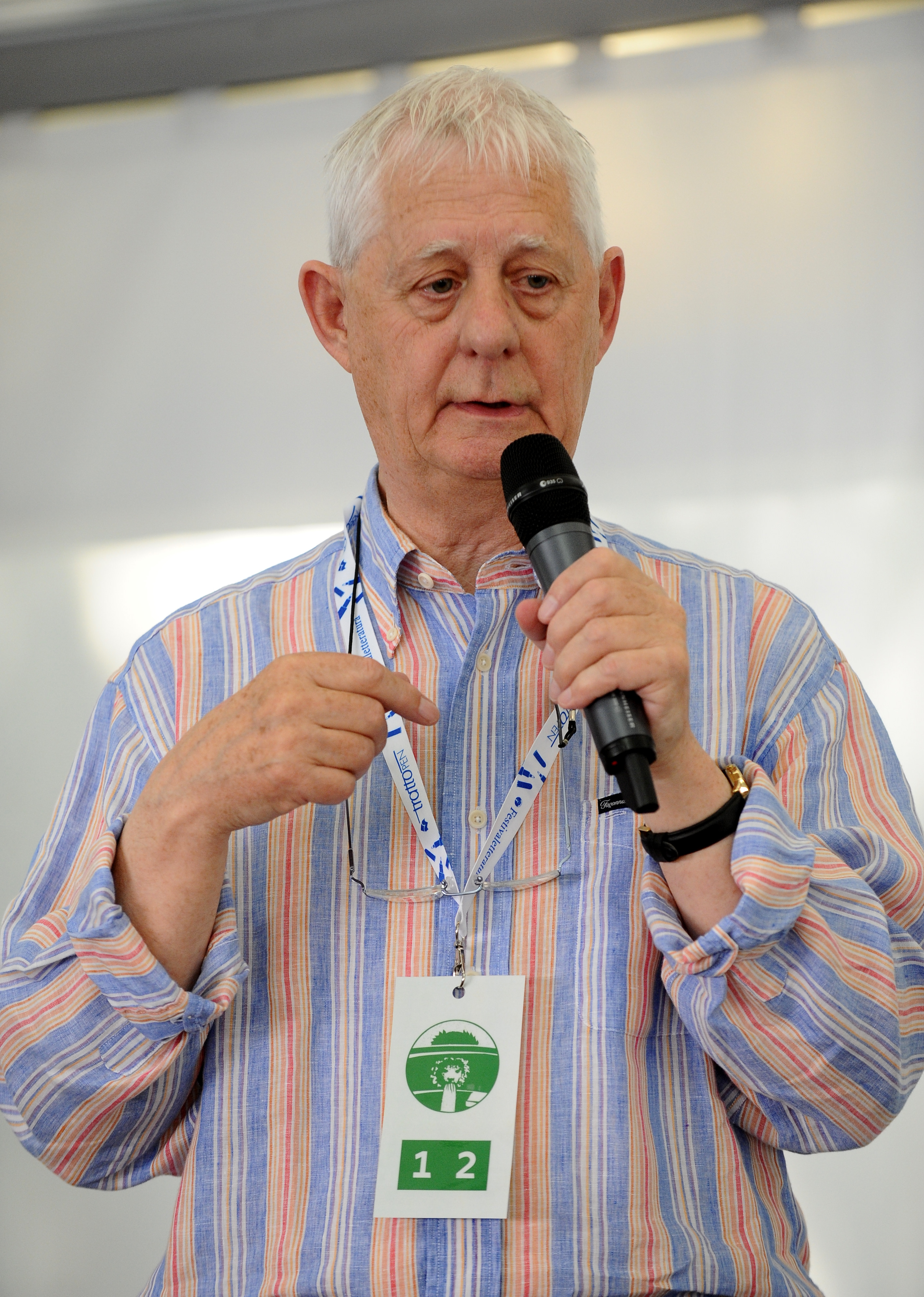
エイダン・チェンバーズ／5月11日没

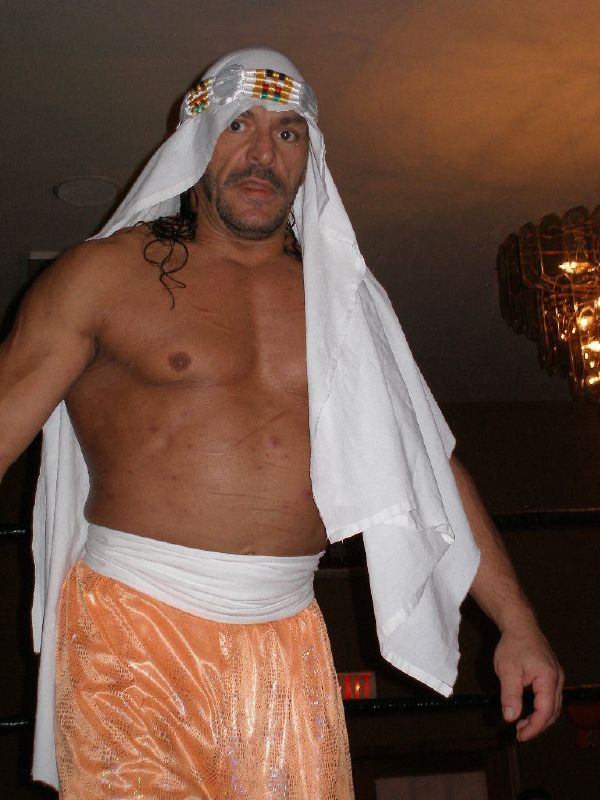
サブゥー／5月11日没（訃報発表日）

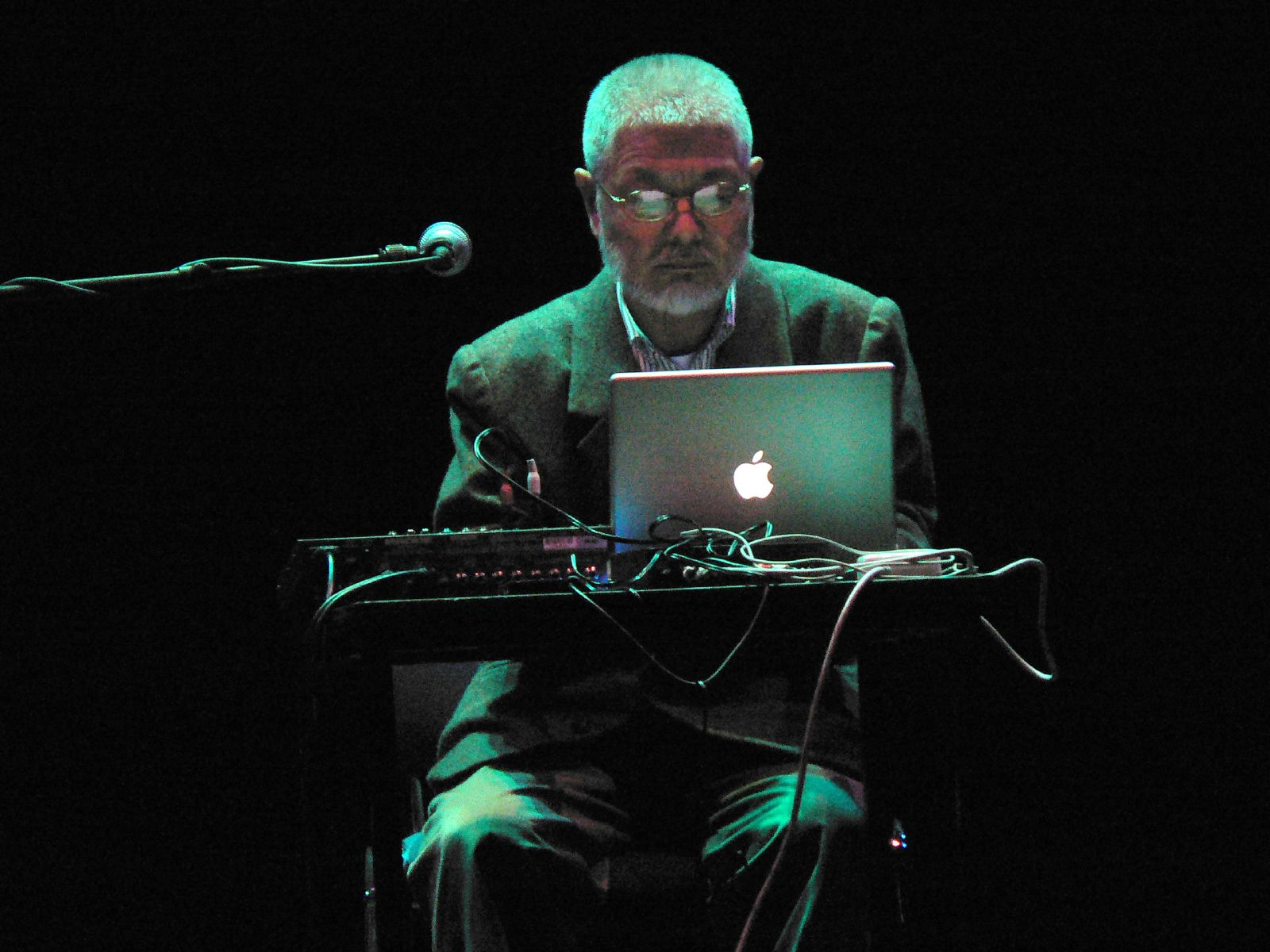
刀根康尚／5月12日没

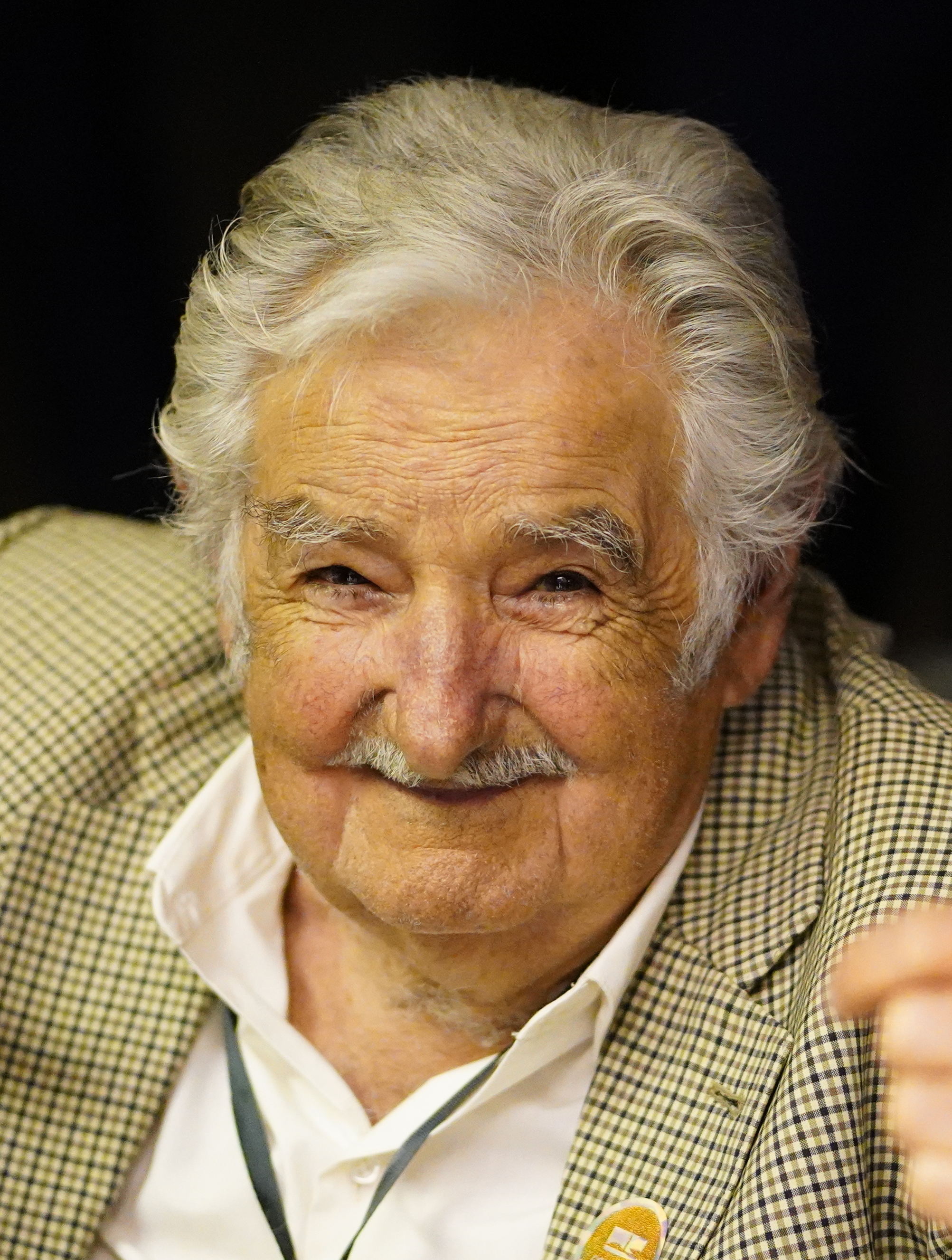
ホセ・ムヒカ／5月13日没

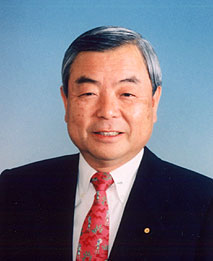
田村公平／5月13日没

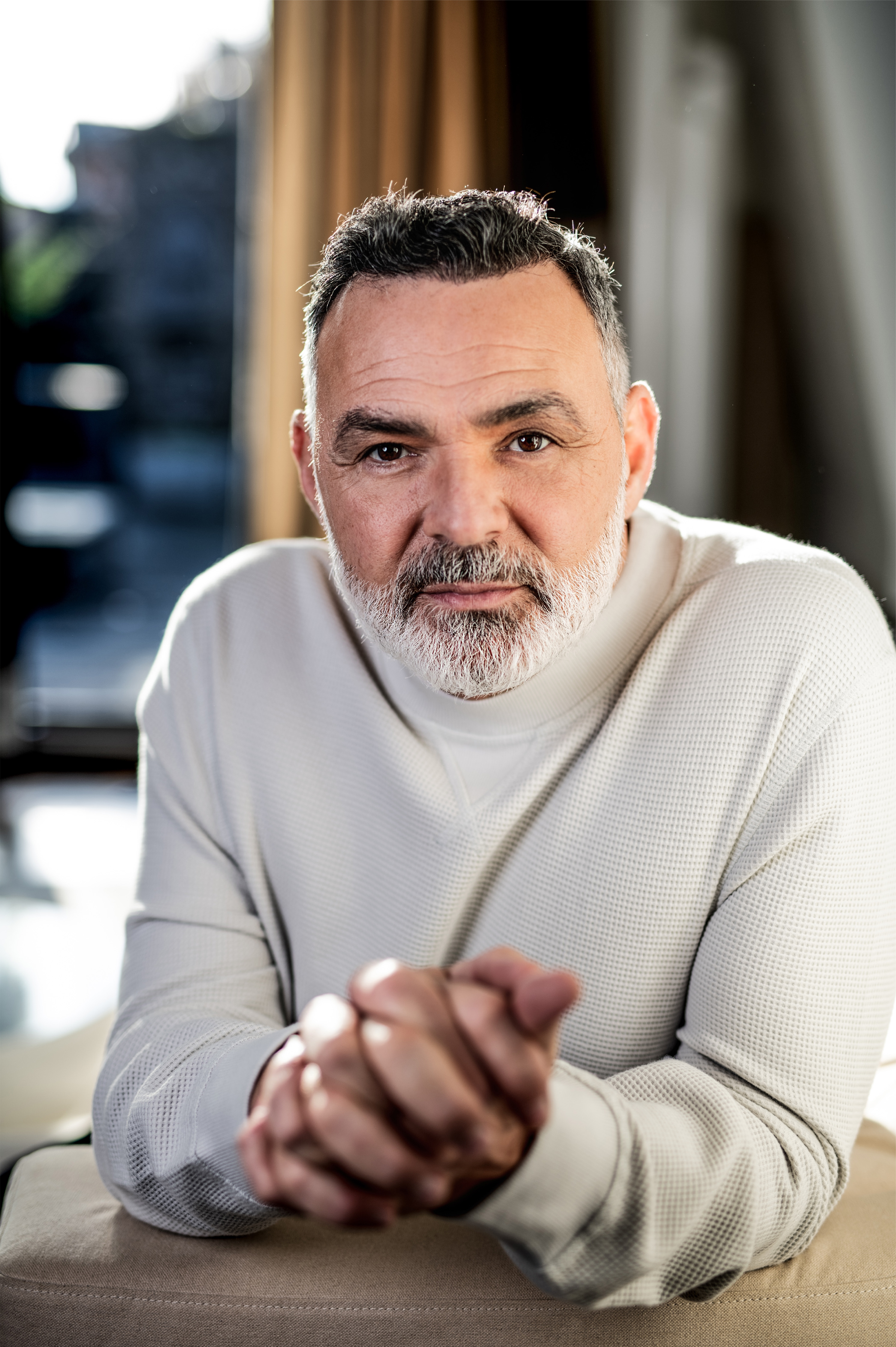
ジョヴァンニ・アルヴァネ／5月14日没

ルイジ・アルバ／5月15日没（訃報発表日）

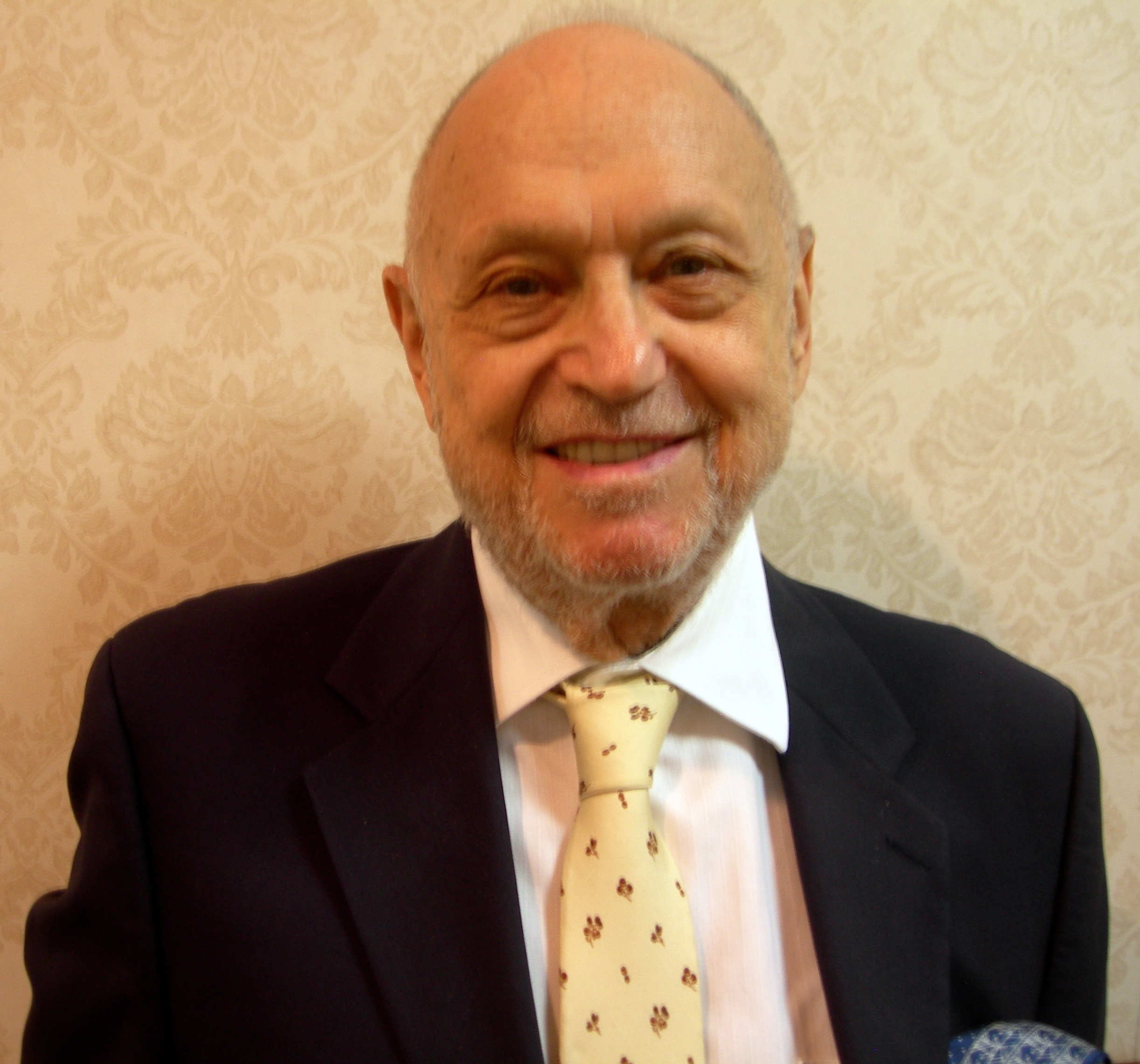
チャールズ・ストラウス／5月15日没

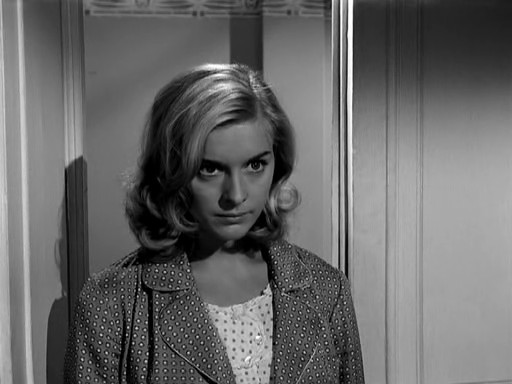
フェデリカ・ランキ／5月15日没

- 5月1日 - 小野寺和子、日本の教育者、元学校法人明の星学園理事長（* 1932年?）[1]
- 5月1日 - 志村康、日本の人権活動家、国立療養所菊池恵楓園入所者自治会長、ハンセン病国家賠償訴訟全国原告団協議会長（* 1933年）[2]
- 5月1日 - 王賢才（中国語版）、中華人民共和国の医師、医学者、翻訳家、編集者、政治家、元江西省文史館副館長、元九三学社中央委員会委員・江西省委員会副主任委員、元全国政治協商会議委員、元江西省政治協商会議常務委員会委員（* 1934年）[3]
- 5月1日 - ルース・バジー、アメリカ合衆国の女優、コメディアン、声優（* 1936年）[4]
- 5月1日 - 恒石定男、日本の歯科医、元高知県歯科医師会会長（* 1938年?）[5]
- 5月1日 - チャーリー・スキャリーズ（英語版）、アメリカ合衆国の俳優（* 1940年）[6]
- 5月1日 - ナナ・カイミ（英語版、ポルトガル語版）、ブラジルの歌手（* 1941年）[7]
- 5月1日 - 波多洋治、日本の政治家、岡山県議会議員・元議長（* 1943年）[8]
- 5月1日 - 森島恒行、日本の映画プロデューサー（* 1945年?）[9]
- 5月1日 - ギリジャー・ヴャース（英語版、ヒンディー語版）、インドの作家、編集者、政治家、元住宅および都市貧困緩和相、元副情報放送相、元ローク・サバー議員、元ラージャスターン州議会議員、元ウダイプル県（英語版）議会委員会委員長、元全国女性委員会（英語版）委員長（* 1946年）[10]
- 5月1日 - 元井益郎、日本の薬品開発者、実業家、薬剤師、東栄新薬創業者・取締役会長（* 1946年）[11]
- 5月1日（訃報発表日） - タシ・ワンディ（英語版）、チベットの外交官、政治家、元ガンデンポタン宗教文化相・家庭相・教育相・情報国際関係相・安全保障相・保健相、元駐インド・アメリカ合衆国・ベルギー代表（* 1947年）[12]
- 5月1日 - マヌエル・カセレス・アルテセーロ（マノロおじさん）、スペインのバル経営者、サッカーサポーター（* 1949年）[13][14]
- 5月1日 - 宮崎俊郎、日本の実業家、元三井海洋開発社長（* 1949年?）[15]
- 5月1日（訃報発表日） - ラリー・ジョンソン（英語版）、アメリカ合衆国の元バスケットボール選手、指導者（* 1954年）[16]
- 5月1日 - M・K、日本の殺人犯、死刑囚【マニラ連続保険金殺人事件】（* 1954年）[17]
- 5月1日 - ジル・ソビュール（英語版）、アメリカ合衆国のシンガーソングライター（* 1959年）[18]
- 5月1日（訃報発表日） - ジャクソン・ガイス（英語版）、アメリカ合衆国の漫画家（* 1961年）[19]
- 5月1日または5月2日 - リッキー・ダヴァオ（英語版、タガログ語版）、フィリピンの俳優、テレビディレクター（* 1961年）[20][21]
- 5月1日 - アンドレイス・プロホレンコフス（英語版、ラトビア語版）、ラトビアの元プロサッカー選手、元同国代表（* 1977年）[22]
- 5月2日 - ヒュー・ゴック（英語版、ベトナム語版）、ベトナムの作家、翻訳家（* 1918年）[23]
- 5月2日 - 菅徹夫、日本の実業家、元日本出版販売会長（* 1932年）[24]
- 5月2日 - ジョージ・ライアン（英語版）、アメリカ合衆国の政治家、元イリノイ州知事・副知事・州務長官、元イリノイ州議会下院議員・議長（* 1934年）[25]
- 5月2日 - アレクサンドラ・ベロー（英語版、ルーマニア語版）、ルーマニア、アメリカ合衆国の数学者、エルゴード理論研究者、ノースウェスタン大学名誉教授（* 1935年）[26]
- 5月2日 - ホルヘ・イバン・カスターニョ・ルビオ（英語版、スペイン語版）、コロンビアのカトリック教会の聖職者、元メデジン大司教区補佐司教、元キブド教区司教（* 1935年）[27]
- 5月2日 - マイケル・アライモ、アメリカ合衆国の俳優（* 1938年）[28]
- 5月2日 - ジム・デント（英語版）、アメリカ合衆国のプロゴルファー（* 1939年）[29]
- 5月2日 - ジャン＝フランソワ・ダヴィ（英語版、フランス語版）、フランスの映画監督、映画プロデューサー（* 1945年）[30]
- 5月2日 - ダラ・バーンバウム（英語版）、アメリカ合衆国のビデオアーティスト（* 1946年）[31]
- 5月2日（訃報発表日） - エステバン・エスクデーロ（英語版、スペイン語版、カタルーニャ語版）、スペインのカトリック教会の聖職者、神学者、元バレンシア大司教区補佐司教、元パレンシア教区司教（* 1946年）[32]
- 5月2日 - フィデル・エレーラ・ベルトラン（英語版、スペイン語版）、メキシコの政治家、元代議院（英語版）・元老院（英語版）議員、元ベラクルス州知事（* 1949年）[33]
- 5月2日 - 大城正行、日本の政治家、元沖縄県糸満市議会議員・議長（* 1949年?）[34]
- 5月2日 - リサ・ブラウン＝ミラー（英語版）、アメリカ合衆国の元アイスホッケー選手、元同国女子代表、1998年冬季オリンピック金メダリスト（* 1966年）[35]
- 5月3日または5月4日 - シヴァーナンダ（英語版、ベンガル語版）、インドのヨーガのグル（* 1896年または1897年）[36][37]
- 5月3日 - パウル・ファン・フイドンク（英語版、オランダ語版）、ベルギーの彫刻家、画家、デザイナー、コラージュ・アーティスト、グラフィック・アーティスト（* 1925年）[38]
- 5月3日 - 木村基、日本の元競泳選手（* 1937年?）[39]
- 5月3日 - チュオン・ホアン・スアン（ベトナム語版）、南ベトナム、ベトナムの作曲家、ミュージシャン、音楽教育者（* 1939年）[40]
- 5月3日 - オーティス・B・ソーントン・ジュニア（英語版）、アメリカ合衆国の元プロ野球選手（* 1945年）[41]
- 5月3日 - 岡村武、日本の政治家、元三重県津市議会議員（* 1950年?）[42]
- 5月3日 - グレッグ・キャノム、アメリカ合衆国の特殊メイクのメイクアップアーティスト（* 1951年）[43]
- 5月3日 - 姜正仁、大韓民国の政治学者、西江大学校名誉教授（* 1954年）[44]
- 5月3日 - スティーヴ・ペプーン（英語版）、アメリカ合衆国の放送作家（* 1956年）[45]
- 5月3日 - ピエール・アウディ（英語版、フランス語版、アラビア語版）、レバノン出身のフランス、イギリスの芸術監督、演出家（* 1957年）[46]
- 5月3日 - スッル・シュレイヤ・エンデル（英語版、トルコ語版）、トルコの映画監督、脚本家、映画プロデューサー、俳優、ジャーナリスト、政治家、大国民議会議員・副議長（* 1962年）[47]
- 5月3日 - 勝野大、日本の元ラグビーユニオン・ボブスレー選手、指導者、元ラグビー同国代表、元岡谷工業高等学校ラグビー部監督（* 1974年）[48]
- 5月4日 - 許歴農（中国語版）、中華民国（台湾）の陸軍軍人、政治家、中華民国陸軍二級上将、元国軍退除役官兵輔導委員会主任委員、元国家統一委員会副主任委員、元国民大会代表、元総統府国策顧問、元中国国民党中央常務委員、元金門防衛司令部（中国語版）・陸軍第6軍団司令官、元陸軍軍官学校・政治作戦学校（中国語版）学長（* 1918年?）[49]
- 5月4日 - ペトロス・モリヴィアティス（英語版、ギリシア語版）、ギリシャの外交官、政治家、元外相、元大統領府事務総長、元首相府政治室長、元国会議員（* 1928年）[50]
- 5月4日 - ウノ・ピール（英語版、エストニア語版）、ソビエト連邦、エストニアの元サッカー選手、指導者（* 1929年）[51]
- 5月4日 - 山澤進、日本の実業家、ヤマザワ創業者、元山形経済同友会代表幹事、元山形商工会議所会頭（* 1930年）[52]
- 5月4日 - 重原聖鳥、日本の書家、栃木県書道連盟常任顧問、下野書道会最高顧問（* 1932年?）[53]
- 5月4日 - アンドレ・フーシェ（英語版、フランス語版）、フランスの元ロードサイクリスト（* 1933年）[54]
- 5月4日 - ピーター・マクパーランド（英語版）、イギリスの元サッカー選手、指導者、元北アイルランド代表（* 1934年）[55]
- 5月4日 - 上田憲一、日本の地方公務員、政治活動家、宇都宮市のLRTに反対し公共交通を考える会代表（* 1937年?）[56][57]
- 5月4日 - 益崎悟、日本の実業家、元東レ副社長（* 1940年）[58]
- 5月4日 - ジェラルド・ウォルシュ（英語版）、アメリカ合衆国のカトリック教会の聖職者、元ニューヨーク大司教区補佐司教（* 1942年）[59]
- 5月4日（訃報発表日） - ダヴィド・カラコ（英語版、ヘブライ語版）、イスラエルの元サッカー選手、指導者、元同国代表（* 1945年）[60]
- 5月4日 - ヨッヘン・マス、ドイツの元レーシングドライバー、スポーツ解説者（* 1946年）[61]
- 5月4日 - 天羽和夫、日本の土木工学者、阿南工業高等専門学校名誉教授（* 1946年?）[62]
- 5月4日 - ラファエル・ルジャン（英語版、スペイン語版）、スペインの元プロバスケットボール選手、元同国代表（* 1952年）[63]
- 5月4日 - K・V・ラービヤ（英語版、マラヤーラム語版）、インドのソーシャルワーカー、識字活動家（* 1966年）[64]
- 5月4日 - トム・ヤングズ（英語版）、イギリスの元サッカー選手、指導者（* 1979年）[65]
- 5月5日 - ジュゼッペ・モイオーリ（英語版、イタリア語版）、イタリアの元ローイング競技選手、指導者、1948年オリンピック金メダリスト（* 1927年）[66]
- 5月5日 - レヴァズ・ガムクレリゼ（英語版、グルジア語版、ロシア語版）、ソビエト連邦、ジョージア、ロシアの数学者、最適制御理論研究者、ロシア科学アカデミー傘下全ロシア科学技術情報研究所（英語版）研究員（* 1927年）[67]
- 5月5日 - 海江田順三郎、日本の実業家、高島屋開発相談役・元社長、鹿児島県日中友好協会名誉会長、元鹿児島市教育委員長、元鹿児島経済同友会副代表幹事（* 1928年）[68]
- 5月5日 - 松浦郁郎、日本の文化人、元旧庄屋毛利家を守る会会長（* 1930年?）[69]
- 5月5日 - 田村敦子、日本の精神医学者、東京女子医科大学名誉教授（* 1931年?）[70]
- 5月5日 - サニー・チャン（英語版、中国語版）（陳長謙）、アメリカ合衆国、中華民国（台湾）の化学者、元中央研究院学術副院長・化学研究所所長、元カリフォルニア工科大学教員（* 1936年）[71]
- 5月5日 - ジョーン・オブライエン、アメリカ合衆国の女優（* 1936年）[72]
- 5月5日 - 唐徳華（中国語版）、中華人民共和国の裁判官、政治家、元最高人民法院副院長・審判委員会委員、元中国共産党大連市委員会副書記、元全国政治協商会議委員（* 1936年）[73]
- 5月5日 - ルイス・ガルバン、アルゼンチンの元サッカー選手、元同国代表（* 1948年）[74]
- 5月5日 - スクワイア・パーソンズ（英語版）、アメリカ合衆国のゴスペルシンガー、ソングライター（* 1948年）[75]
- 5月5日 - ホセ・アンヘル・デ・ラ・カーサ（英語版、スペイン語版）、スペインのスポーツジャーナリスト、スポーツ解説者（* 1950年）[76]
- 5月5日（訃報発表日） - パヴェル・カチカエフ（英語版、ロシア語版、バシキール語版）、ロシアの政治家、国家院議員、元ウファ市長・副市長、元バシコルトスタン共和国住宅・公共サービス相、元レーニンスキー区（ロシア語版）区長（* 1951年）[77]
- 5月5日 - 長谷基弘、日本の政治家、兵庫県芦屋市議会議員（* 1958年）[78]
- 5月6日 - 今村恒喜、日本の政治家、元青森県むつ市議会議員、元むつ原子力船母港を守る会会長（* 1923年?）[79]
- 5月6日 - ビル・マッカウ（英語版）、ニュージーランドの元ラグビーユニオン選手、元同国代表（* 1927年）[80]
- 5月6日 - ロラ・リーヴァト（英語版、エストニア語版）、ソビエト連邦、エストニアの抽象画家、元タルトゥ芸術学校（英語版）・タルトゥ大学教員（* 1928年）[81]
- 5月6日 - ドナル・ドイル、アイルランド出身の日本の神学者、言語学者、歴史学者、上智大学名誉教授（* 1931年?）[82]
- 5月6日 - 伊藤秀三、日本の植物生態学者、長崎大学名誉教授（* 1932年）[83]
- 5月6日（訃報発表日） - 佐藤昌三（英語版）、日本出身のアメリカ合衆国の芸術家、イリノイ大学アーバナ・シャンペーン校名誉教授、ジャパン・ハウス（英語版）創設者（* 1933年）[84]
- 5月6日 - 譚義存（中国語版）、中華人民共和国のコメディアン（* 1935年）[85]
- 5月6日 - バーバラ・マッキンタイア（英語版）、アメリカ合衆国のアマチュアゴルファー（* 1935年）[86]
- 5月6日 - 加賀谷俊雄、日本の地方公務員、教育者、元秋田商業高等学校校長（* 1936年?）[87]
- 5月6日 - ダン・ルオン・モー（檀良）、南ベトナム、ベトナム、日本の半導体工学者、集積回路研究者、ホーチミン市工科大学教授、元法政大学教授、元サイゴン科学大学（英語版）・電気工学短期大学教員、元東芝研究員（* 1936年）[88]
- 5月6日 - 田浦直、日本の医師、政治家、元参議院議員【新進党・自由民主党所属】、元長崎県議会議員（* 1937年）[89]
- 5月6日 - ジョセフ・ナイ、アメリカ合衆国の国際政治学者、ハーバード大学名誉教授・元ケネディ行政大学院学長、元国家情報会議議長、元国際安全保障担当国防次官補（英語版）、元国務次官代理（* 1937年）[90]
- 5月6日 - 徐歩基（中国語版）、中華人民共和国の圧縮機のプロダクトデザイナー、政治家、元柳州市政治協商会議主席（* 1938年）[91]
- 5月6日 - ワレリー・シェフチューク（英語版、ウクライナ語版）、ソビエト連邦、ウクライナの作家、文芸評論家（* 1939年）[92]
- 5月6日 - 栢原英郎、日本の土木工学者、運輸官僚、元運輸省港湾局長・技術総括審議官、元土木学会・日本港湾協会会長、元北海道大学特任教授（* 1940年）[93]
- 5月6日 - グエン・ラン・クオン（ベトナム語版）、ベトナムの考古学者、音楽家、合唱指揮者、元ベトナム考古学研究院（英語版）上級研究員（* 1941年）[94]
- 5月6日 - バリー・B・ロングイヤー（英語版）、アメリカ合衆国の作家（* 1942年）[95]
- 5月6日（訃報発表日） - エドゥアルド・ソットラ（スペイン語版）、アルゼンチンの元サッカー選手（* 1945年）[96]
- 5月6日 - カチュシャ・ヤシャリ（英語版、アルバニア語版）、ユーゴスラビア、コソボの政治家、元コソボ社会主義自治州行政評議会議長、元コソボ共産主義者同盟（英語版）委員長、元コソボ議会議員、元コソボ社会民主党（英語版）党首（* 1946年）[97]
- 5月6日 - ジェームズ・フォーリー、アメリカ合衆国の映画監督（* 1953年）[98]
- 5月6日 - 鶴見尚弘、日本の歴史学者、アジア史研究者、山梨県立大学名誉教授（* 生年不明）[99]
- 5月7日 - アンソニー・ナン（英語版）、イギリスの元フィールドホッケー選手、元同国代表（英語版）、1952年オリンピック銅メダリスト（* 1927年）[100]
- 5月7日 - 加藤延夫、日本の細菌学者、名古屋大学名誉教授・元総長、元愛知医科大学学長・理事長、元愛知芸術文化センター総長、元日本細菌学会総会長（* 1930年）[101]
- 5月7日 - クレオパ・ムスヤ（英語版、スワヒリ語版）、タンザニアの政治家、元第1副大統領（英語版）、元首相・財務相・財政経済計画相・工業相・産業貿易相、元国民議会議員（* 1931年）[102]
- 5月7日 - 田畑光永、日本のジャーナリスト、ニュースキャスター（* 1935年）[103]
- 5月7日 - ジョー・ドン・ベイカー、アメリカ合衆国の俳優（* 1936年）[104]
- 5月7日 - アンジェロ・リナルディ（英語版、フランス語版、コルシカ語版）、フランスの作家、コラムニスト、文学評論家、編集者、元フィガロ・リテレール編集長（* 1940年）[105]
- 5月7日 - ジャコブ・パリス（英語版、ポルトガル語版）、ブラジルの数学者、力学系研究者、元純粋応用数学研究所（英語版）所長、元ブラジル科学アカデミー（英語版）・国際数学連合総裁（* 1940年）[106]
- 5月7日 - 武知正照、日本の政治家、元愛媛県内子町議会議員・議長（* 1940年?）[107]
- 5月7日 - フランク・ジョンソン、アメリカ合衆国の元プロ野球選手【サンフランシスコ・ジャイアンツ・ロッテオリオンズ所属】（* 1942年）[108]
- 5月7日 - 杉原美一、日本の構造有機化学者、山口大学名誉教授（* 1943年?）[109]
- 5月7日（訃報発表日） - エンリコ・パオリーニ（英語版、イタリア語版）、イタリアの元ロードサイクリスト、指導者（* 1945年）[110]
- 5月7日 - 岸本純幸、日本の実業家、元JFEエンジニアリング社長（* 1945年）[111]
- 5月7日 - ヨープ・ファン・ダーレ（英語版、オランダ語版）、オランダの元サッカー選手、指導者（* 1947年）[112][113]
- 5月7日 - 周政保（中国語版）、中華人民共和国の軍人、従軍作家、文芸評論家（* 1948年）[114]
- 5月7日 - ロナルド・コープ（英語版）、イギリスの作曲家、指揮者、音楽監督、聖公会の司祭（* 1951年）[115][116]
- 5月7日 - 原田久仁信、日本の漫画家（* 1951年）[117]
- 5月7日 - 夢乃とわ、日本のCGクリエイター、VTuber（* 生年不明）[118]
- 5月7日 - 細川淳一、日本の衛生学者、健康科学者、筑波大学名誉教授（* 生年不明）[99]
- 5月8日 - 魯慕迅（中国語版）、中華人民共和国の美術家、中国画家、元湖北省水墨画院・湖北書画院院長、元湖北省美術家協会副主席（* 1928年）[119]
- 5月8日 - アルフォンソ・リンギス、アメリカ合衆国の哲学者、現象学・実存主義・現代哲学・大陸哲学研究者、作家、翻訳家、写真家、ペンシルベニア州立大学名誉教授、元デュケイン大学教員（* 1933年）[120]
- 5月8日 - 裘錫圭、中華人民共和国の古文字学者、文献学者、歴史学者、復旦大学教授、元北京大学教員、元全国政治協商会議・北京市政治協商会議委員（* 1935年）[121]
- 5月8日 - デイヴィッド・スーター、アメリカ合衆国の裁判官、元最高裁判所陪席判事、元ニューハンプシャー州司法長官（* 1939年）[122]
- 5月8日 - 尹厚明、大韓民国の詩人、小説家（* 1946年）[123]
- 5月8日 - イジー・バルトシュカ（英語版、チェコ語版）、チェコスロバキア、チェコの俳優、カルロヴィ・ヴァリ国際映画祭委員長（* 1947年）[124]
- 5月8日 - アモス・エレグベ（英語版、フランス語版）、ベナンの政治家、元貿易工芸観光相・文化工芸観光相、元鉱業エネルギー水力相代行、元国民議会議員、元ベナン国立大学（英語版）・アボメ＝カラヴィ大学（英語版）教員（* 1947年）[125]
- 5月8日 - ディーター・ヤウフ（ドイツ語版）、ドイツの動物学者、元ヴィルヘルマ動植物園（英語版）園長、元シュトゥットガルト大学教員、元ヨーロッパ動物園・水族館協会会長（* 1947年）[126]
- 5月8日 - 和田喜久夫、日本の元フリースタイルレスラー、指導者、1972年オリンピック銀メダリスト、元新潟県レスリング協会理事長（* 1951年）[127]
- 5月8日 - 李永盛（中国語版）、中華人民共和国の土木工学者、トンネル工学者、元同済大学副学長・常務副学長、元上海済光職業技術学院（中国語版）院長（* 1951年）[128]
- 5月8日 - 北川嘉明、日本の政治家、兵庫県太子町議会議員、元太子町長（* 1953年?）[129]
- 5月8日 - チェット・レモン（英語版）、アメリカ合衆国の元プロ野球選手【シカゴ・ホワイトソックス・デトロイト・タイガース所属】（* 1955年）[130]
- 5月8日 - サリーム・ナージム（英語版、ウルドゥー語版）、パキスタンの元フィールドホッケー選手、指導者、元同国代表（英語版）、1976年オリンピック銅メダリスト（* 1955年）[131]
- 5月8日 - チョン・ミョンファン（朝鮮語版）、大韓民国の俳優（* 1960年）[132]
- 5月8日 - チョサイア・ライスンゲ、フィジーのラグビーユニオン選手、7人制ラグビー同国代表、2024年オリンピック銀メダリスト（* 1994年）[133]
- 5月8日（訃報発表日） - 大澤範子、日本の舞踊家、指導者、兵庫県洋舞家協会顧問（* 生年不明）[134]
- 5月9日 - マルゴット・フリードレンダー（英語版、ドイツ語版）、ドイツ、アメリカ合衆国の語り部、ホロコースト生存者（* 1921年）[135]
- 5月9日 - 馬興栄（中国語版）、中華人民共和国の中国文学者、詞学研究者、華東師範大学教授（* 1924年）[136]
- 5月9日 - ジョン・スタチェル（英語版）、アメリカ合衆国の物理学者、ボストン大学教授（* 1928年）[137]
- 5月9日 - ジョン・マーク・ジャバレ（英語版、ウェールズ語版）、イギリスのカトリック教会の聖職者、元メネヴィア教区（英語版）司教（* 1933年）[138]
- 5月9日 - 吉岡洋介、日本の実業家、ローム・ワコー創業者・名誉会長、元笠岡商工会議所会頭、元ワコースポーツ・文化振興財団理事長（* 1933年）[139]
- 5月9日 - 松田輝雄、日本のアナウンサー【日本放送協会所属】、樹木医、元東京農業大学客員教授（* 1940年）[140]
- 5月9日 - 李相龍（朝鮮語版）、大韓民国の司会者（* 1944年）[141]
- 5月9日 - 太田勝也、日本の実業家、元松風会長（* 1944年?）[142]
- 5月9日 - ジョニー・ロドリゲス（英語版）、アメリカ合衆国のカントリー・ミュージックの歌手（* 1951年）[143]
- 5月9日（訃報発表日） - サイモン・マン、イギリスの陸軍軍人、傭兵、イギリス陸軍特殊空挺部隊大尉、サンドライン・インターナショナル・エグゼクティブ・アウトカムズ共同創業者（* 1952年）[144]
- 5月9日（訃報発表日） - ゴードン・ナットール（英語版）、オーストラリアの政治家、元クイーンズランド州労使関係相・保健相、元クイーンズランド州議会（英語版）議員（* 1953年）[145]
- 5月9日 - 金永顯、大韓民国の作家、社会運動家（* 1955年）[146]
- 5月9日 - 中村清吾、日本の乳腺外科医、昭和医科大学ブレストセンター長・特任教授（* 1956年）[147]
- 5月9日 - グエン・フン・ラン（ベトナム語版）、ベトナムの漫画家（* 1956年）[148]
- 5月9日または5月10日 - コヨ・クオ、カメルーン出身のスイスのキュレーター（* 1967年）[149][150]
- 5月9日 - サミュエル・フレンチ、アメリカ合衆国の俳優（* 1980年）[151]
- 5月10日 - 工藤浩、日本の実業家、元秋田放送社長（* 1926年?）[152]
- 5月10日 - 安世熙（朝鮮語版）、大韓民国の核物理学者、政治家、元延世大学校総長、元国家保衛立法会議議員（* 1928年）[153]
- 5月10日 - ウィリアム・ルアーズ（英語版）、アメリカ合衆国の外交官、元駐チェコスロバキア・ベネズエラ大使、元メトロポリタン美術館理事長、元米国国連協会（英語版）理事長、元高松宮殿下記念世界文化賞国際顧問（* 1929年）[154]
- 5月10日 - ニーナ・グレベシュコワ（英語版、ロシア語版）、ソビエト連邦、ロシアの女優（* 1930年）[155]
- 5月10日 - 波多野宗一、日本の教育者、元豊岡実業高等学校校長（* 1942年?）[156]
- 5月10日 - エディ藩、日本のギタリスト、歌手、中華料理店経営者、元「ザ・ゴールデン・カップス」のメンバー（* 1947年）[157]
- 5月10日 - 迫杉雄、日本の政治家、鹿児島県曽於市議会議員・議長（* 1951年?）[158][159]
- 5月10日 - 田村利男、日本の政治家、群馬県神流町長、元万場町議会・神流町議会議員（* 1954年?）[160]
- 5月10日 - 広中信夫、日本の政治家、山口県岩国市議会議員（* 1956年?）[161]
- 5月10日（訃報発表日） - ドラガン・ラボヴィッチ（英語版、セルビア語版）、セルビアの元プロバスケットボール選手、元同国代表（* 1987年）[162]
- 5月11日 - 李玉善、大韓民国の元慰安婦（* 1927年）[163]
- 5月11日 - ロバート・ベントン、アメリカ合衆国の映画監督、脚本家（* 1932年）[164]
- 5月11日 - クリスティーナ・バリンガル（英語版）、アメリカ合衆国の元プロ野球選手（* 1932年）[165]
- 5月11日 - 渡辺昌昭、日本の政治家、元愛知県知立市議会議員（* 1932年?）[166]
- 5月11日 - エイダン・チェンバーズ、イギリスの小説家、児童文学作家（* 1934年）[167]
- 5月11日 - 安枝守太、日本の政治家、元福岡県議会議員・副議長（* 1934年?）[168]
- 5月11日 - ブイ・ヒエン（ベトナム語版）、ベトナムのロシア語学者、チュ・クオック・グーの正書法改革活動家、元ハノイ外国語大学（ベトナム語版）副学長、元ベトナム教育科学研究所（ベトナム語版）傘下一般教育内容・教授法研究所副所長（* 1935年）[169]
- 5月11日 - 黄修己（中国語版）、中華人民共和国の現代文学者、文学史家、元中山大学・北京大学教授（* 1935年）[170]
- 5月11日 - 五代目片岡我當、日本の歌舞伎俳優（* 1935年）[171]
- 5月11日 - ウィルバーフォース・ムフム（英語版）、ガーナの元プロサッカー選手、元同国代表（* 1936年）[172]
- 5月11日（訃報発表日） - ヴィクトル・ゲラシチェンコ（英語版、ロシア語版）、ソビエト連邦、ロシアの経済学者、銀行家、政治家、元ソビエト連邦国立銀行・ロシア連邦中央銀行総裁、元ロシア国家院議員（* 1937年）[173]
- 5月11日 - 石学敏（中国語版）、中華人民共和国の中医師、鍼灸学者、天津中医薬大学終身教授、天津中医薬大学第一附属医院（中国語版）名誉院長（* 1938年）[174]
- 5月11日（訃報発表日） - ボブ・カウパー（英語版）、オーストラリアの元クリケット選手、元同国代表（* 1940年）[175]
- 5月11日（訃報発表日） - エンツォ・フェラーリ（英語版、イタリア語版）、イタリアの元プロサッカー選手、指導者（* 1942年）[176]
- 5月11日 - 福島裕彦、日本の警察官、元愛媛県警察刑事部長（* 1943年?）[177]
- 5月11日 - 滝澤福吉、日本の政治家、元福島県伊達市議会議員・議長、元保原町議会議員・議長（* 1944年?）[178][179]
- 5月11日 - ジャンカルロ・チト（英語版、イタリア語版）、イタリアの実業家、政治家、元代議院議員、元ターラント市長、元ターラントFC名誉会長（* 1945年）[180]
- 5月11日 - 西垣克、日本の保健学者、元静岡県立大学・宮城大学・静岡県立大学短期大学部学長、元公立大学法人宮城大学理事長（* 1945年）[179]
- 5月11日 - 川村栄二、日本の作曲家、編曲家、ギタリスト（* 1946年）[181][182]
- 5月11日 - ファブリツィオ・ボッラ、イタリアの理学療法士（* 1960年?）[183]
- 5月11日（訃報発表日） - サブゥー（テリー・ブルンク）、アメリカ合衆国のプロレスラー（* 1964年）[184]
- 5月12日 - 遠藤英也、日本の腫瘍学者、がん遺伝子研究者、九州大学・鳥取大学名誉教授（* 1925年?）[185]
- 5月12日 - 永田晨、日本の実業家、元日経BP社長（* 1929年?）[186]
- 5月12日 - アラ・オシペンコ（英語版、ロシア語版）、ソビエト連邦、ロシアのバレリーナ（* 1932年）[187]
- 5月12日 - 刀根康尚、日本出身のアメリカ合衆国の音楽家、フルクサスの前衛芸術家、評論家（* 1935年）[188]
- 5月12日 - 村本武彦、日本の教育者、元星陵高等学校校長（* 1936年?）[189]
- 5月12日 - ジャック・カーティス（英語版）、アメリカ合衆国の元プロ野球選手（* 1937年）[190]
- 5月12日 - 鈴木美智子、日本のラジオパーソナリティ、タレント、司会者、エッセイスト（* 1939年）[191]
- 5月12日 - 尹秉熙（朝鮮語版）、大韓民国の公務員、政治家、元龍仁郡守・龍仁市長（* 1942年）[192]
- 5月12日 - ローナ・レイヴァー、アメリカ合衆国の女優（* 1943年）[193]
- 5月12日 - ヴラスティミル・ホルト（英語版、チェコ語版、ドイツ語版）、チェコスロバキア、ドイツのチェスプレーヤー、グランドマスター（* 1944年）[194]
- 5月12日 - マーク・エッサー（英語版）、アメリカ合衆国の元プロ野球選手（* 1956年）[195]
- 5月12日 - 的崎尚、日本の医学者、生化学者、シグナル伝達研究者、神戸大学名誉教授（* 1957年）[196][197]
- 5月12日 - 韓賢光（中国語版）、インドネシア出身の中華民国（台湾）の音楽プロデューサー、ソングライター（* 1958年）[198]
- 5月12日 - ホー・ニャン、アメリカ合衆国出身のベトナムの実業家、ナノゲン（英語版）会長・社長（* 1966年）[199]
- 5月12日 - アダム・バートン（英語版）、オーストラリアの元野球選手、元同国代表（* 1972年）[200]
- 5月12日 - 中森じゅあん、日本の占い師（* 生年不明）[201]
- 5月13日 - 冀廷璧（中国語版）、中華人民共和国の陸軍軍人、元陝西省軍区司令官、元第21集団軍副軍長（* 1924年）[202]
- 5月13日 - ディヴァルド・フランコ（英語版、ポルトガル語版）、ブラジルのスピリティズム指導者、霊媒師（* 1927年）[203]
- 5月13日 - リチャード・L・ガーウィン（英語版）、アメリカ合衆国の物理学者、水素爆弾開発者（* 1928年）[204]
- 5月13日 - 谷川禎治郎、日本の元競泳選手、1952年オリンピック銀メダリスト（* 1932年）[205]
- 5月13日 - 石井敏郎、日本の声優、俳優、政治家、元埼玉県加須市議会議員（* 1933年）[206]
- 5月13日 - 脇本哲也、日本の政治家、元北海道知内町長（* 1934年?）[207]
- 5月13日 - ホセ・ムヒカ、ウルグアイの政治家、元大統領、元畜産農業漁業相、元代議院（英語版）・元老院（英語版）議員（* 1935年）[208]
- 5月13日 - 小島瓔禮、日本の民俗学者、琉球大学名誉教授（* 1935年）[209]
- 5月13日（訃報発表日） - リッチ・ロリンズ（英語版）、アメリカ合衆国の元プロ野球選手【ミネソタ・ツインズ・シアトル・パイロッツ[注 1]・クリーブランド・インディアンス所属】（* 1938年）[210][211]
- 5月13日 - 盧瑞華（中国語版）、中華人民共和国の政治家、元広東省長、元全国人民代表大会常務委員会委員、元中国共産党広東省委員会副書記（* 1938年）[212]
- 5月13日 - キット・ボンド（英語版）、アメリカ合衆国の政治家、元上院議員、元ミズーリ州知事（* 1939年）[213]
- 5月13日 - 石田克明、日本の実業家、元オリックス副社長（* 1939年?）[214]
- 5月13日 - ジョン・ブライソン（英語版）、アメリカ合衆国の実業家、政治家、自然資源保護委員会（英語版）共同創設者、元商務長官、元エディソン・インターナショナル（英語版）会長・最高経営責任者（* 1943年）[215]
- 5月13日 - 范如玉（中国語版）、中華人民共和国の軍人、核実験技術者、中国人民解放軍少将、元国防科学技術工業委員会（中国語版）核実験基地副司令官・司令官、元総装備部放射防止加固技術専業組組長（* 1943年）[216]
- 5月13日 - 西田憲示、日本の実業家、元上組代表取締役副社長（* 1946年）[217]
- 5月13日 - 田村公平、日本の政治家、元参議院議員【自由民主党・自由連合所属】（* 1947年）[218]
- 5月13日 - シャシッチ・スヴェティスラーフ（英語版、ハンガリー語版）、ハンガリーの元近代五種競技選手、1976年オリンピック銅メダリスト（* 1948年）[219]
- 5月13日 - 小森泉、日本の実業家、豊泉相談役（* 1950年?）[220]
- 5月13日 - 相澤昌幸、日本の農業協同組合幹部、元豊頃町農業協同組合長（* 1951年?）[221]
- 5月13日 - 朴允培（朝鮮語版）、大韓民国の政治家、元富平区庁長（* 1952年）[222]
- 5月13日 - Kiara、日本のベーシスト、元「NoisyCell」のメンバー（* 1990年）[223]
- 5月14日 - 田村幸昭、日本の実業家、元コスモ石油常務（* 1929年?）[224]
- 5月14日 - 植村武、日本の地質学者、新潟大学名誉教授（* 1929年?）[225]
- 5月14日 - 朱森元（中国語版）、中華人民共和国の液体燃料ロケット技術者、ロケットエンジン設計士、中国航天科技集団科技委員会顧問、元航天工業部第一研究院科技委員会常務委員（* 1930年）[226]
- 5月14日 - 賀善安（中国語版）、中華人民共和国の植物学者、園芸学者、政治家、江蘇省中国科学院植物研究所研究員・元副所長・元所長、元南京中山植物園主任、元全国人民代表大会代表、元中国共産党江蘇省委員会候補委員（* 1932年）[227]
- 5月14日 - マーサ三宅、日本のジャズ歌手（* 1933年）[228]
- 5月14日 - 繆道期（中国語版）、中華人民共和国の計算機科学者、コンピュータセキュリティ技術者、警察官僚、元公安部第11局総エンジニア（* 1936年）[229]
- 5月14日 - 荒木俊二、日本の政治家、元岡山県倉敷市議会議員・議長（* 1936年?）[230][197]
- 5月14日 - 李開敏（中国語版）、中華人民共和国の揚劇（中国語版）女優（* 1939年）[231]
- 5月14日 - ドアン・ヴィエット・ホアット（英語版、ベトナム語版）、南ベトナム、ベトナムのジャーナリスト、民主化運動家、亡命者、元政治犯、元ヴァンハイン仏教大学（英語版）教授・副学長（* 1942年）[232]
- 5月14日 - 三浦勝弘、日本のゴルフクラブ職人、実業家、三浦技研創業者（* 1942年）[233]
- 5月14日 - 前川佐重郎、日本の歌人（* 1943年?）[234]
- 5月14日 - ダニエル・ビラリアン（英語版、フランス語版、アルメニア語版）、フランスのニュースキャスター、テレビ司会者、ジャーナリスト（* 1947年）[235]
- 5月14日 - 井沢敏郎、日本の政治家、北海道平取町議会議員（* 1947年?）[236]
- 5月14日 - 徳武弘文、日本のギタリスト、元「山本コータローと少年探偵団」「ザ・ラスト・ショウ」のメンバー（* 1951年）[237]
- 5月14日 - パノス・ヴァラヴァニス（英語版、ギリシア語版）、ギリシャの考古学者、アテネ大学名誉教授（* 1954年）[238]
- 5月14日 - 小倉茂徳、日本のモータースポーツ・ジャーナリスト、スポーツ解説者（* 1962年）[239]
- 5月14日 - ジョヴァンニ・アルヴァネ、ドイツの俳優（* 1964年）[240]
- 5月14日 - ロドニー・ニコルズ、アメリカ合衆国の元プロ野球選手、指導者（* 1964年）[241]
- 5月14日（訃報発表日） - 森下一男、日本の教育者、元姫路西高等学校校長（* 生年不明）[242]
- 5月15日（訃報発表日） - ルイジ・アルバ、ペルーのテノール、オペラ歌手（* 1927年）[243]
- 5月15日 - チャールズ・ストラウス、アメリカ合衆国の作曲家（* 1928年）[244]
- 5月15日 - タイナ・エルグ（英語版、フィンランド語版）、フィンランド、アメリカ合衆国の女優（* 1930年）[245]
- 5月15日 - 相馬健一、日本の実業家、ジャーナリスト、元山形新聞社社長・会長・相談役（* 1931年）[246]
- 5月15日（訃報発表日） - ウラジーミル・ミャスニコフ（ロシア語版）、ソビエト連邦、ロシアの中国学者、元ロシア科学アカデミー東洋学研究所副所長（* 1931年）[247]
- 5月15日 - 岸部陞、日本の医師、政治家、元秋田県鷹巣町長・北秋田市長、元北秋中央病院院長（* 1936年）[248]
- 5月15日 - フェデリカ・ランキ、イタリアの女優（* 1939年）[249]
- 5月15日 - 李吉永（朝鮮語版）、大韓民国の実業家、政治家、元牙山市長（* 1941年）[250]
- 5月15日 - ドゥシャン・ヴヨヴィッチ（英語版、セルビア語版）、ユーゴスラビア、セルビアの経済学者、政治家、元財務相・経済相、元国防相代行、元ベオグラード大学助教授（* 1951年）[251]
- 5月15日（訃報発表日） - 大関孝紀、日本の音楽プロデューサー（* 1955年?）[252]
- 5月15日 - 瓜田勝也、日本のペンションオーナー、環境保護運動家、元霧多布湿原ナショナルトラスト副理事長（* 1957年?）[253]
- 5月15日 - ナタリヤ・シコレンコ、ソビエト連邦、ベラルーシの元やり投選手（* 1964年）[254]

## 16日 - 31日

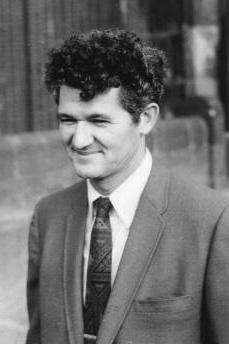
ピーター・ラックス／5月16日没

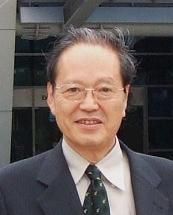
西田篤弘／5月17日没

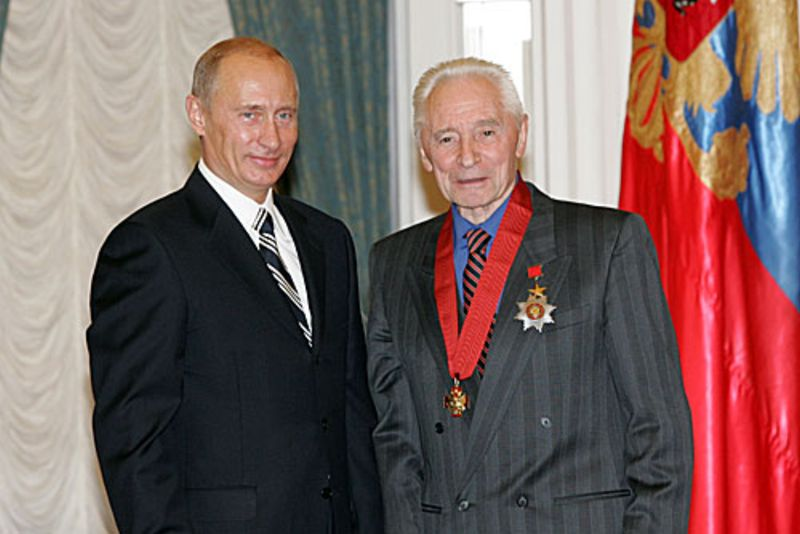
ユーリー・グリゴローヴィッチ（右）／5月19日没

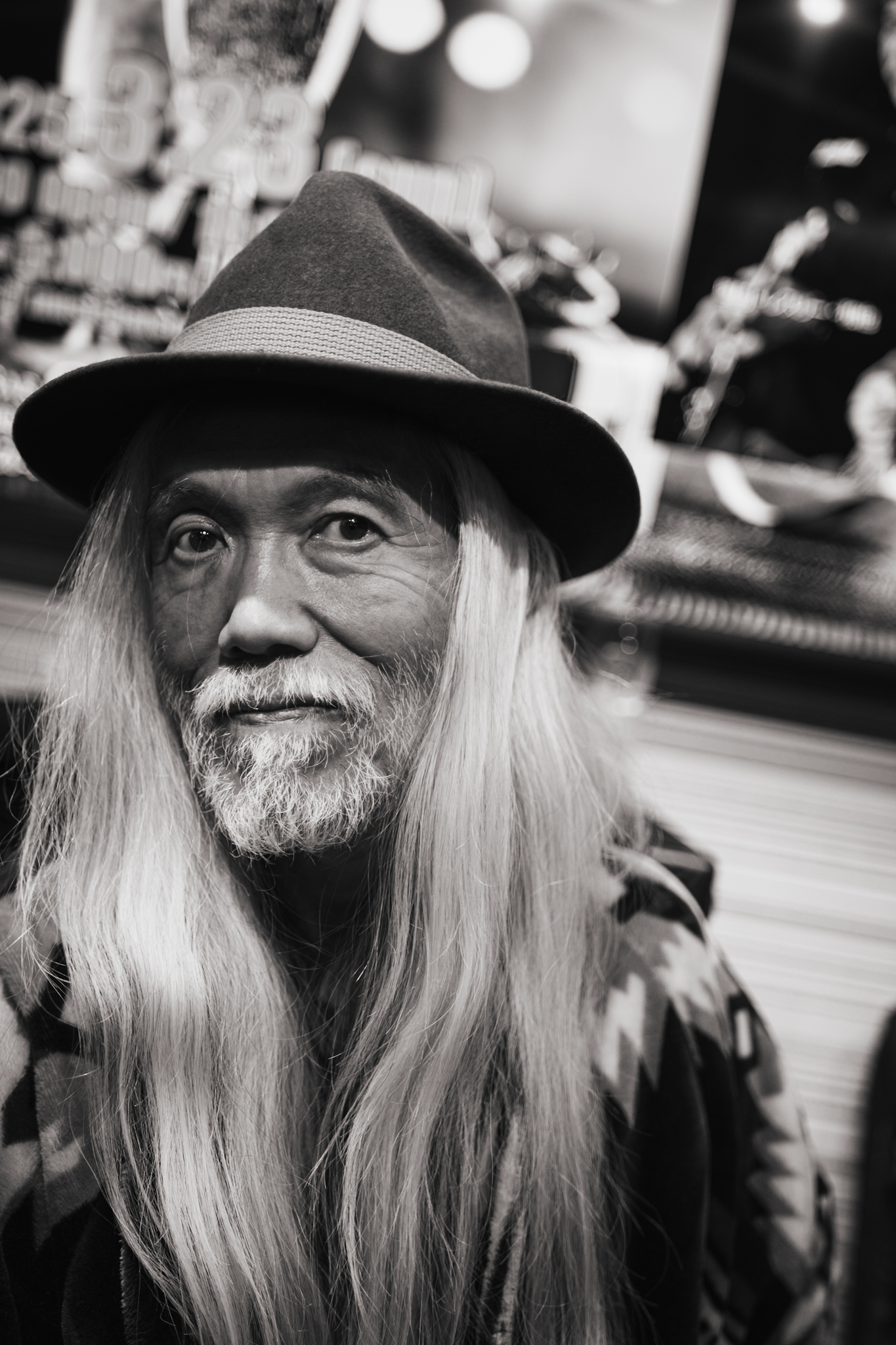
明石昌夫／5月19日没

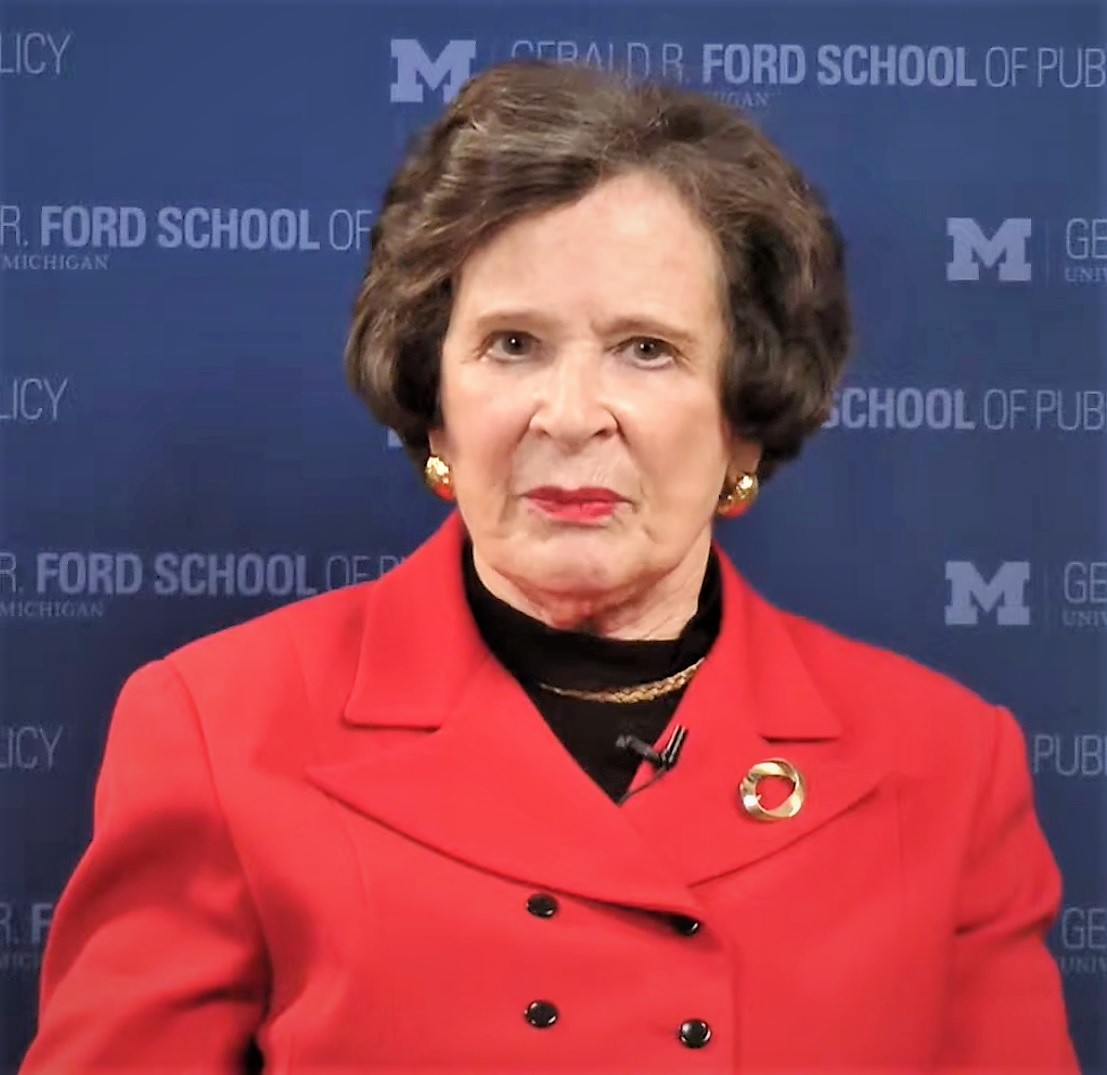
マリーナ・フォン・ノイマン・ホイットマン／5月20日没

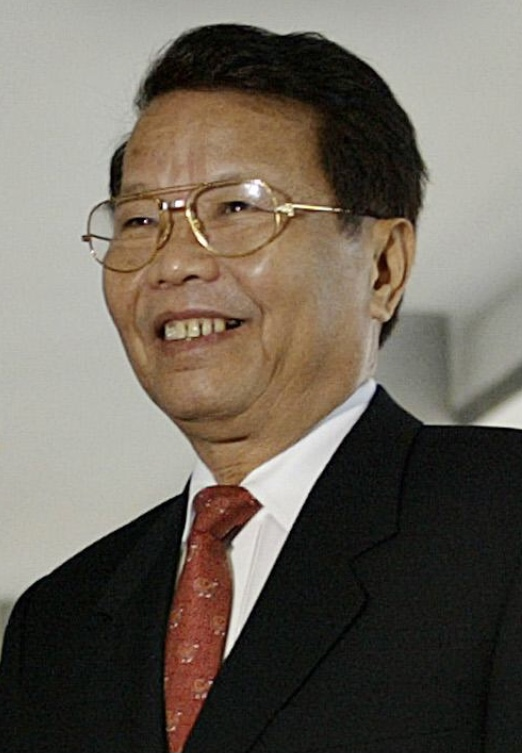
チャン・ドゥック・ルオン／5月20日没

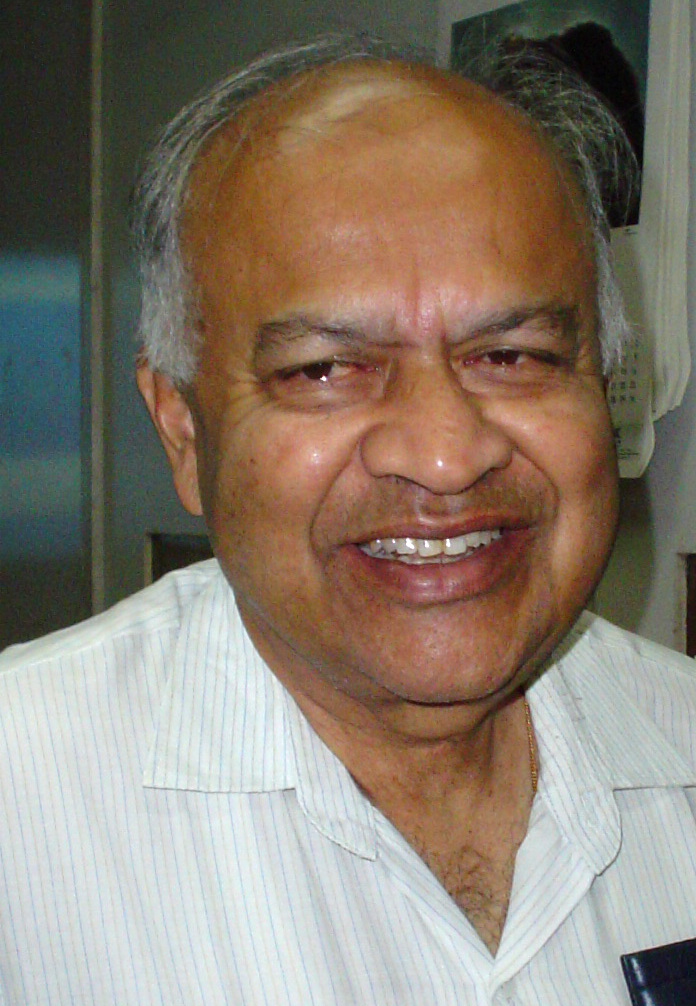
ジャヤント・ナルリカル／5月20日没

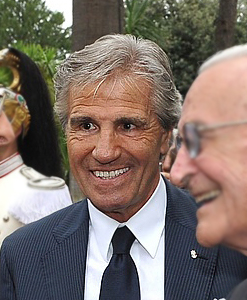
ニノ・ベンヴェヌティ／5月20日没

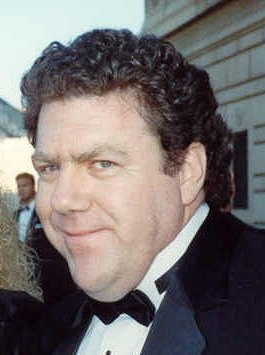
ジョージ・ウェント／5月20日没

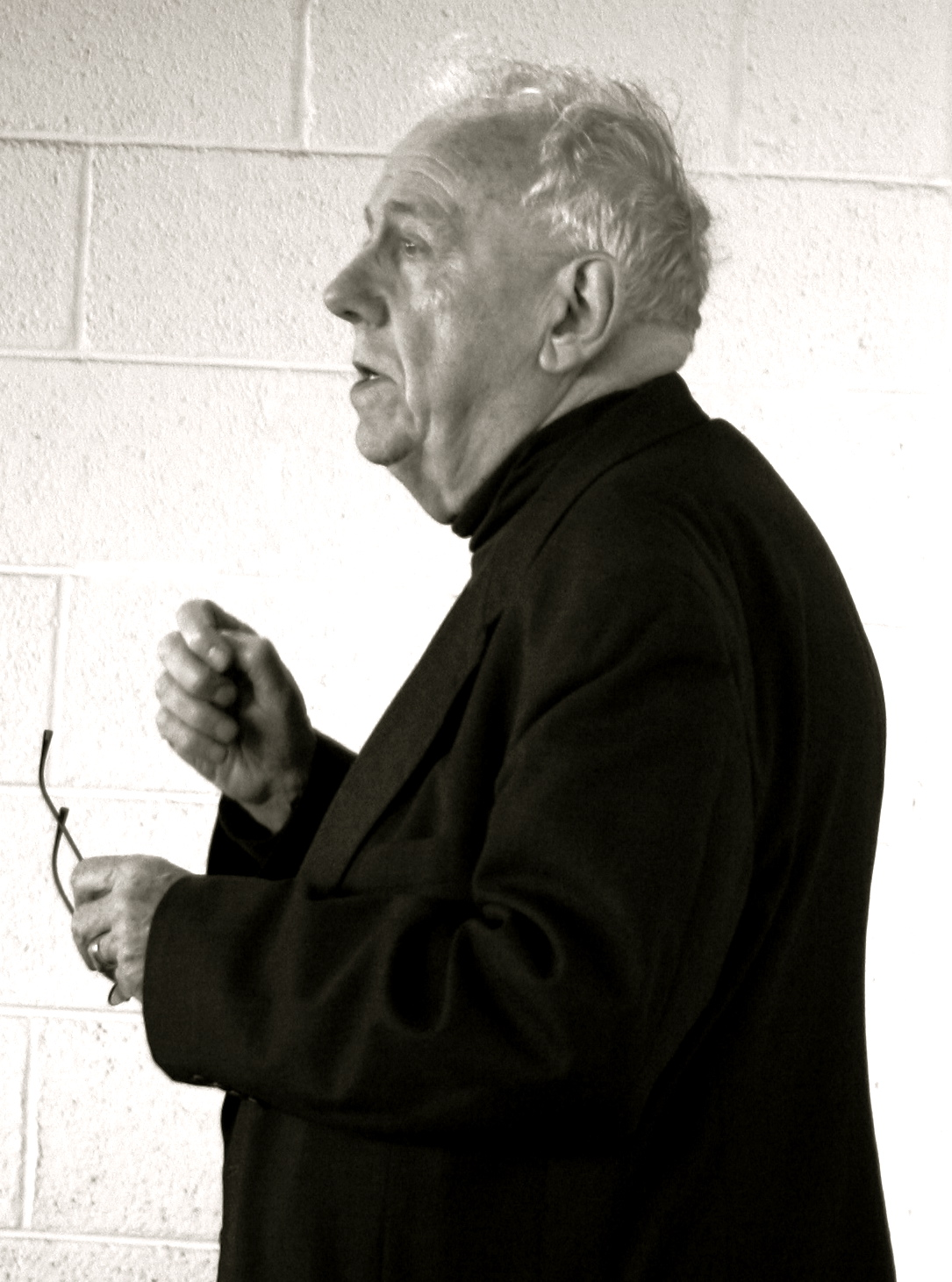
アラスデア・マッキンタイア／5月21日没

アルフレド・パラシオ／5月22日没

アマンダ・フィールディング／5月22日没

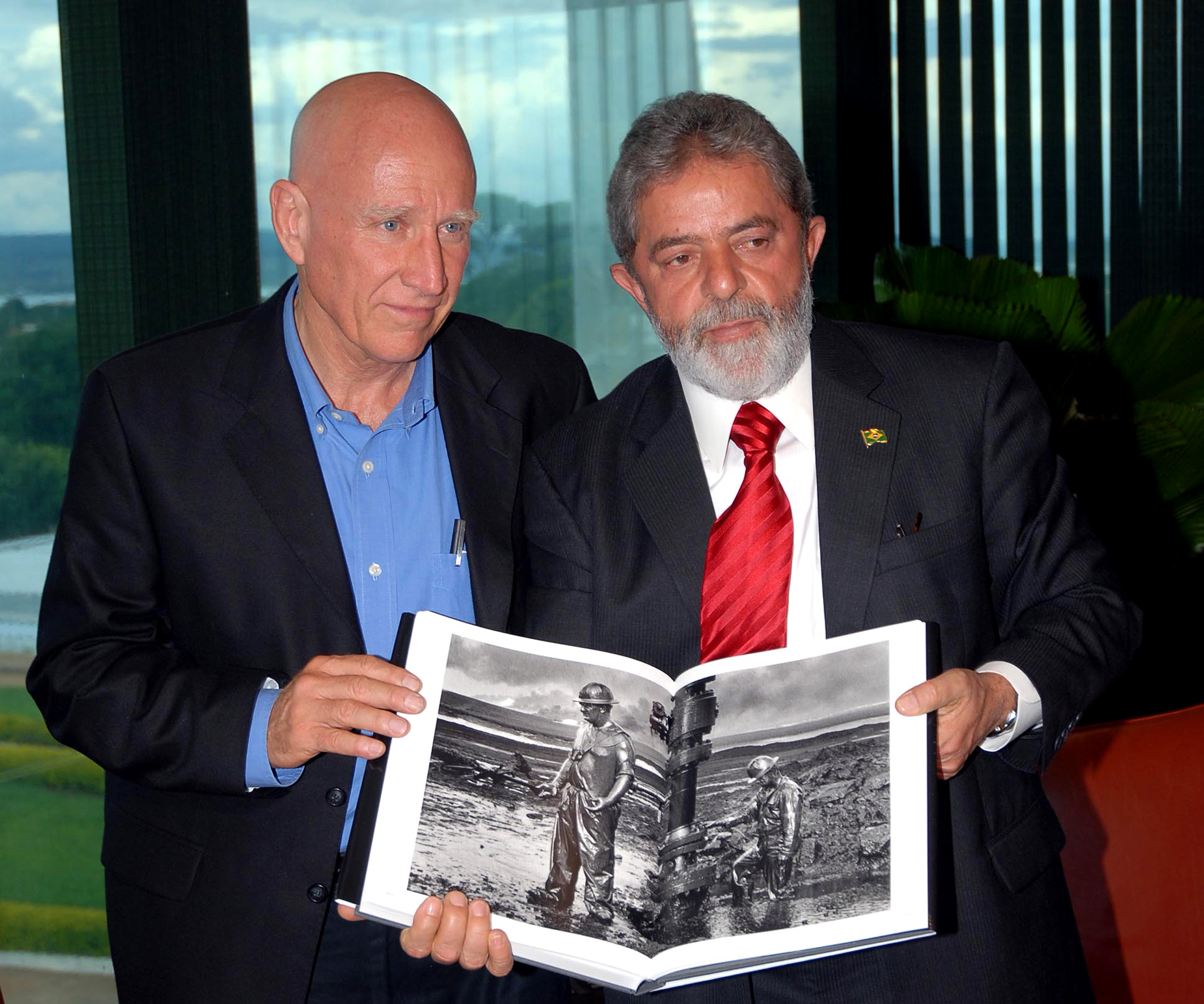
セバスチャン・サルガド（左）／5月23日没

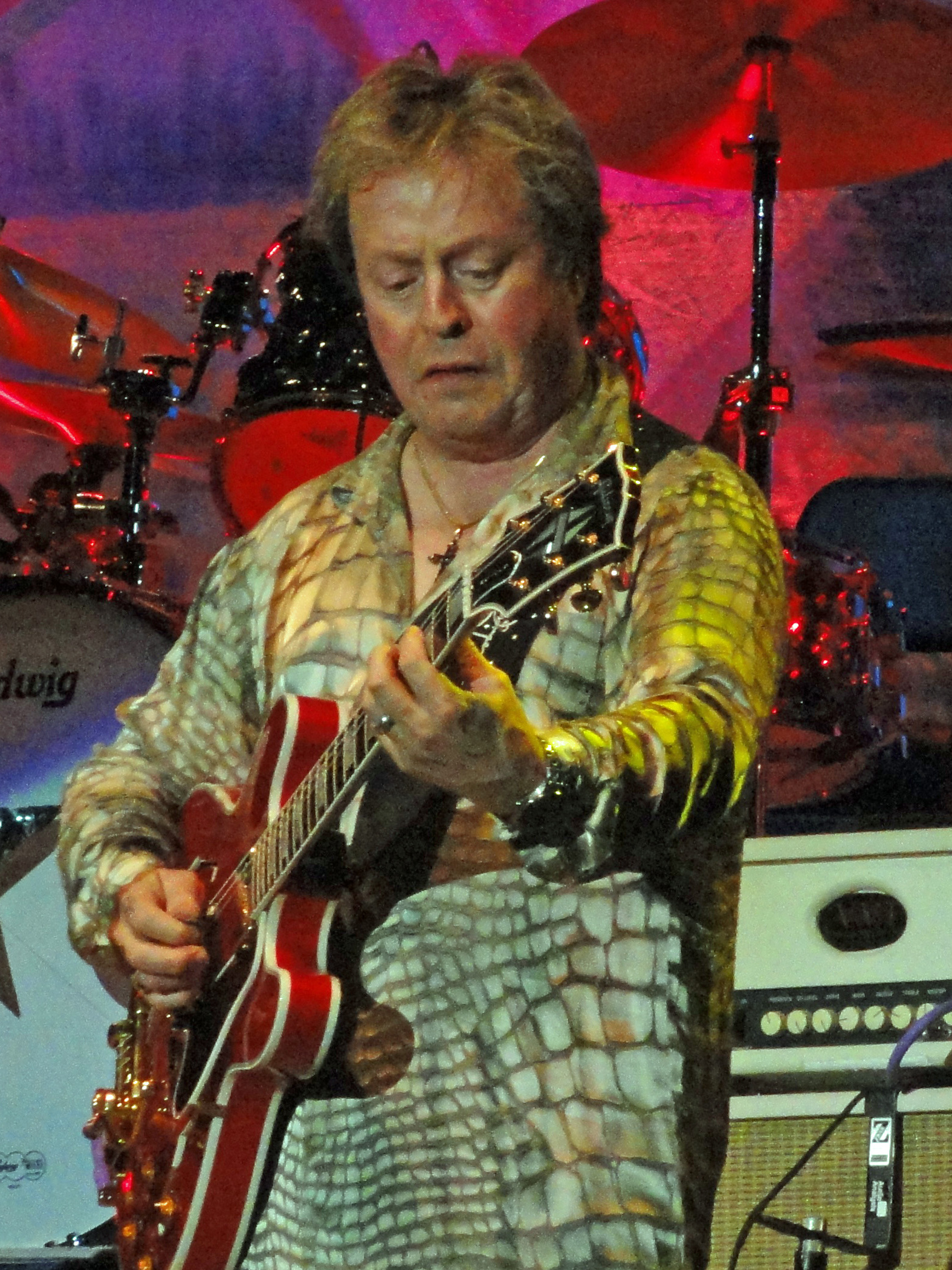
リック・デリンジャー／5月26日没

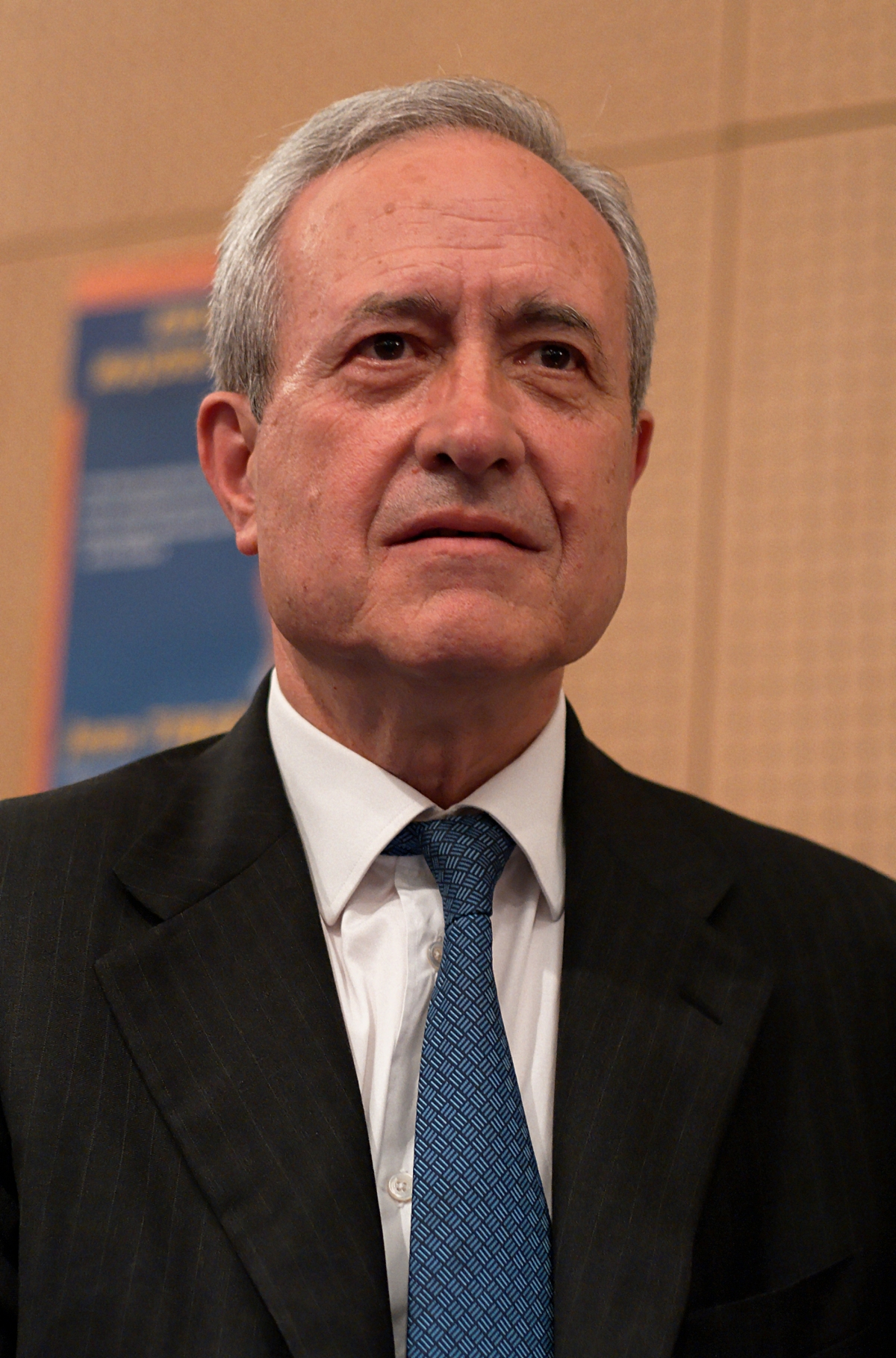
ジャン・チベリ／5月27日没

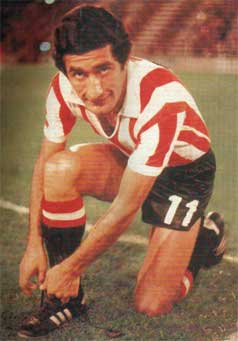
フアン・ラモン・ベロン／5月27日没

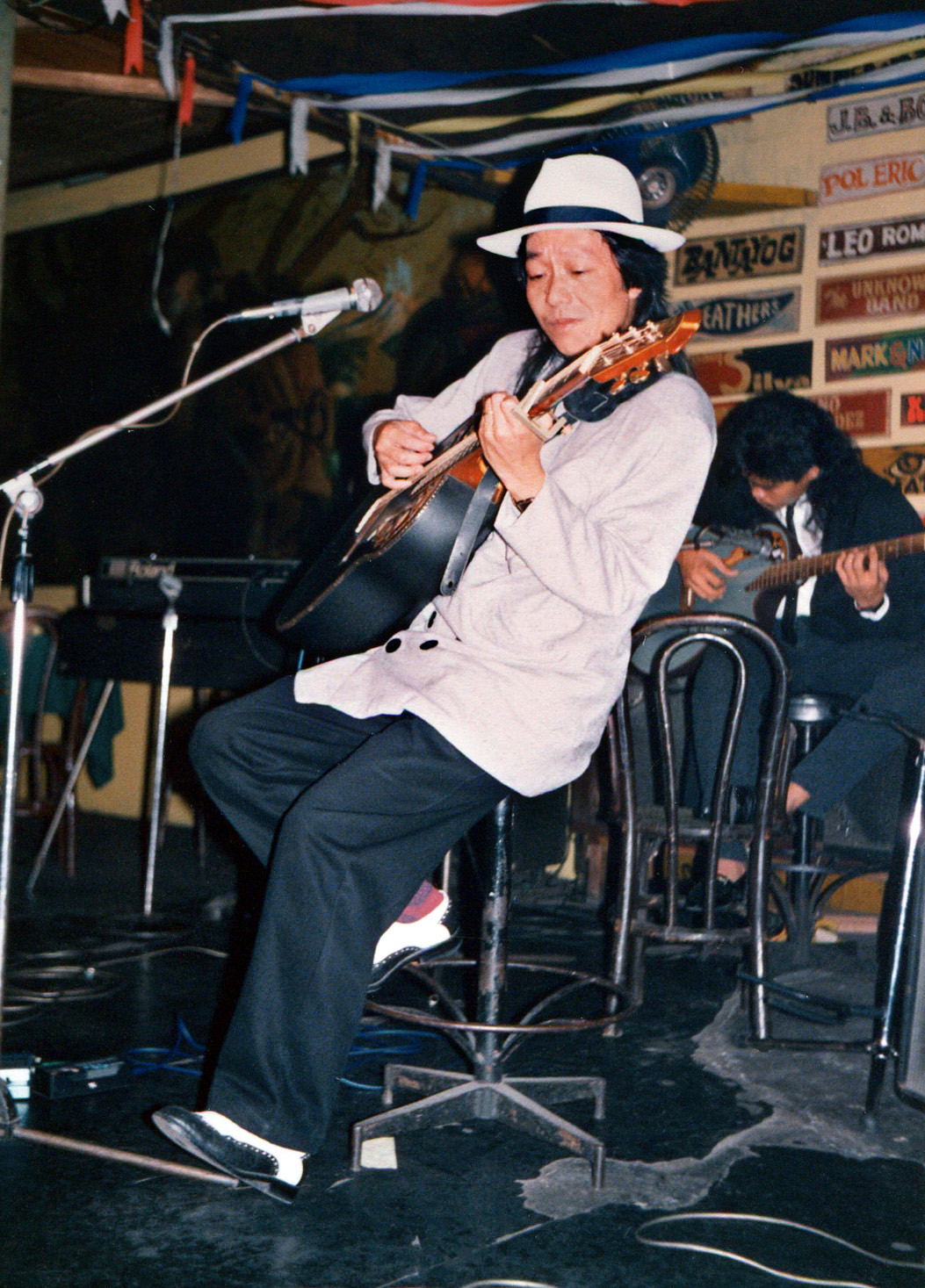
フレディー・アギラ／5月27日没

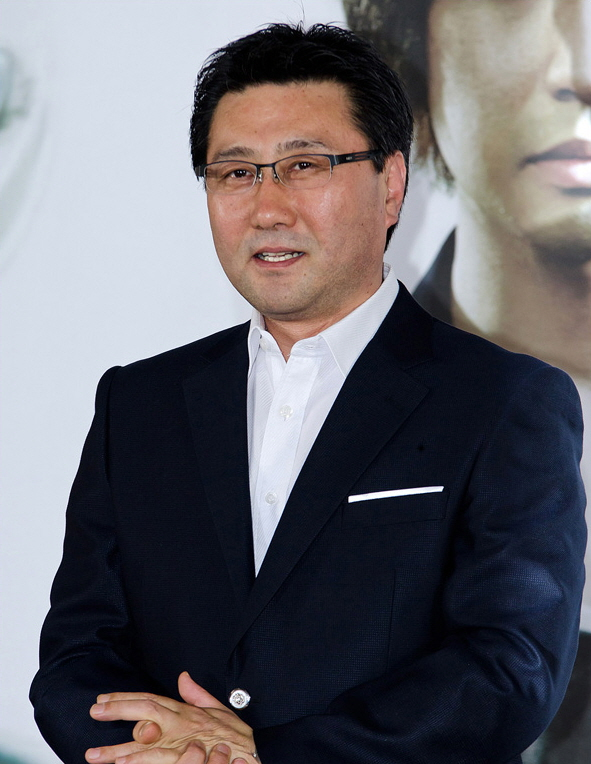
チェ・ジョンウ／5月27日没

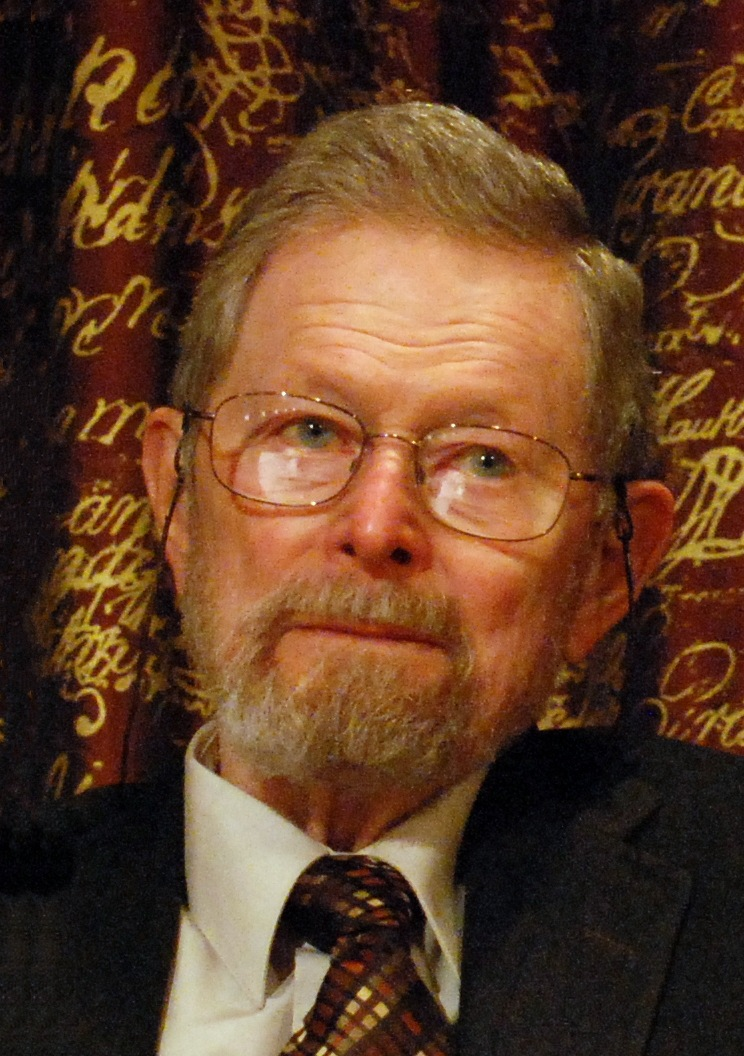
ジョージ・E・スミス／5月28日没

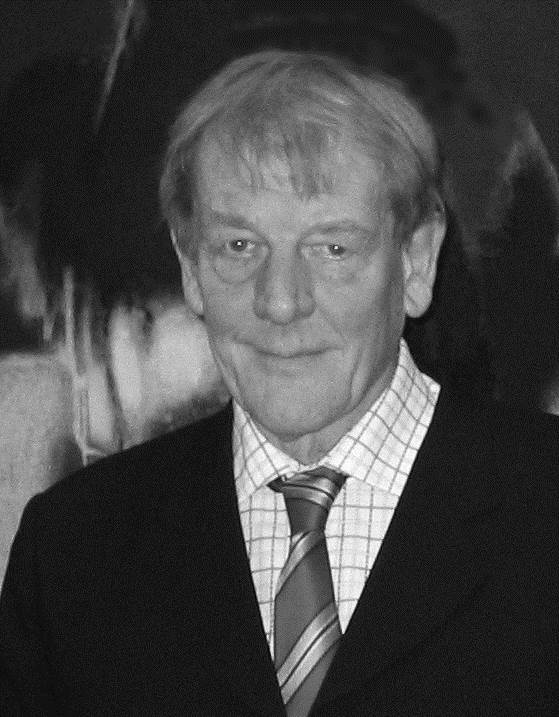
ペア・ノアゴー／5月28日没（訃報発表日）

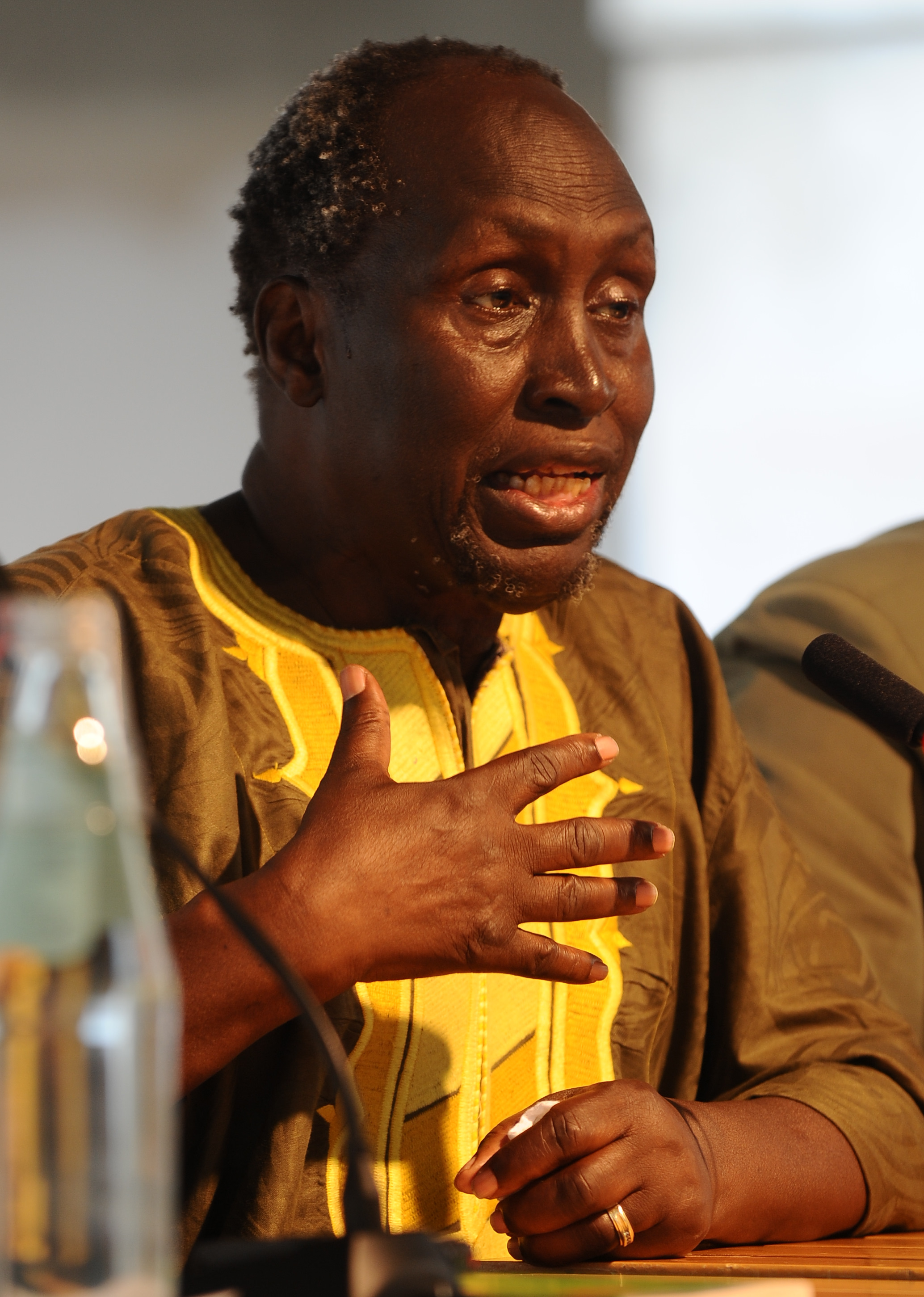
ングギ・ワ・ジオンゴ／5月28日没

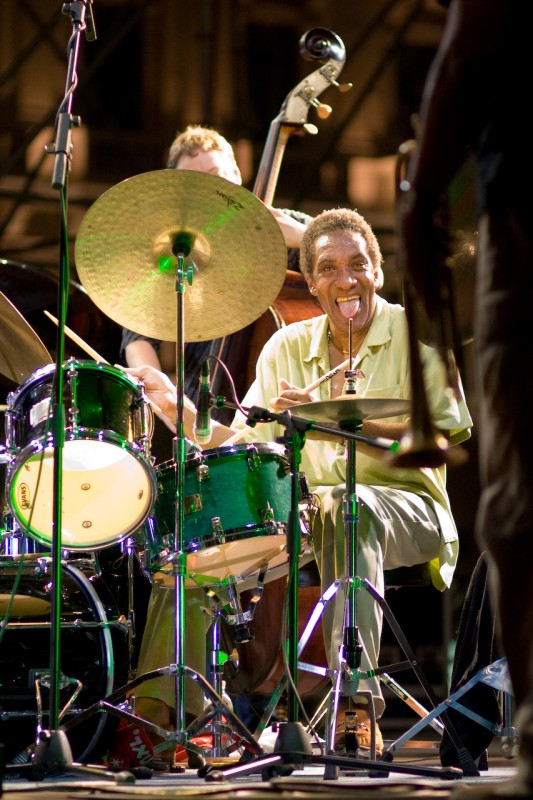
アル・フォスター／5月28日没

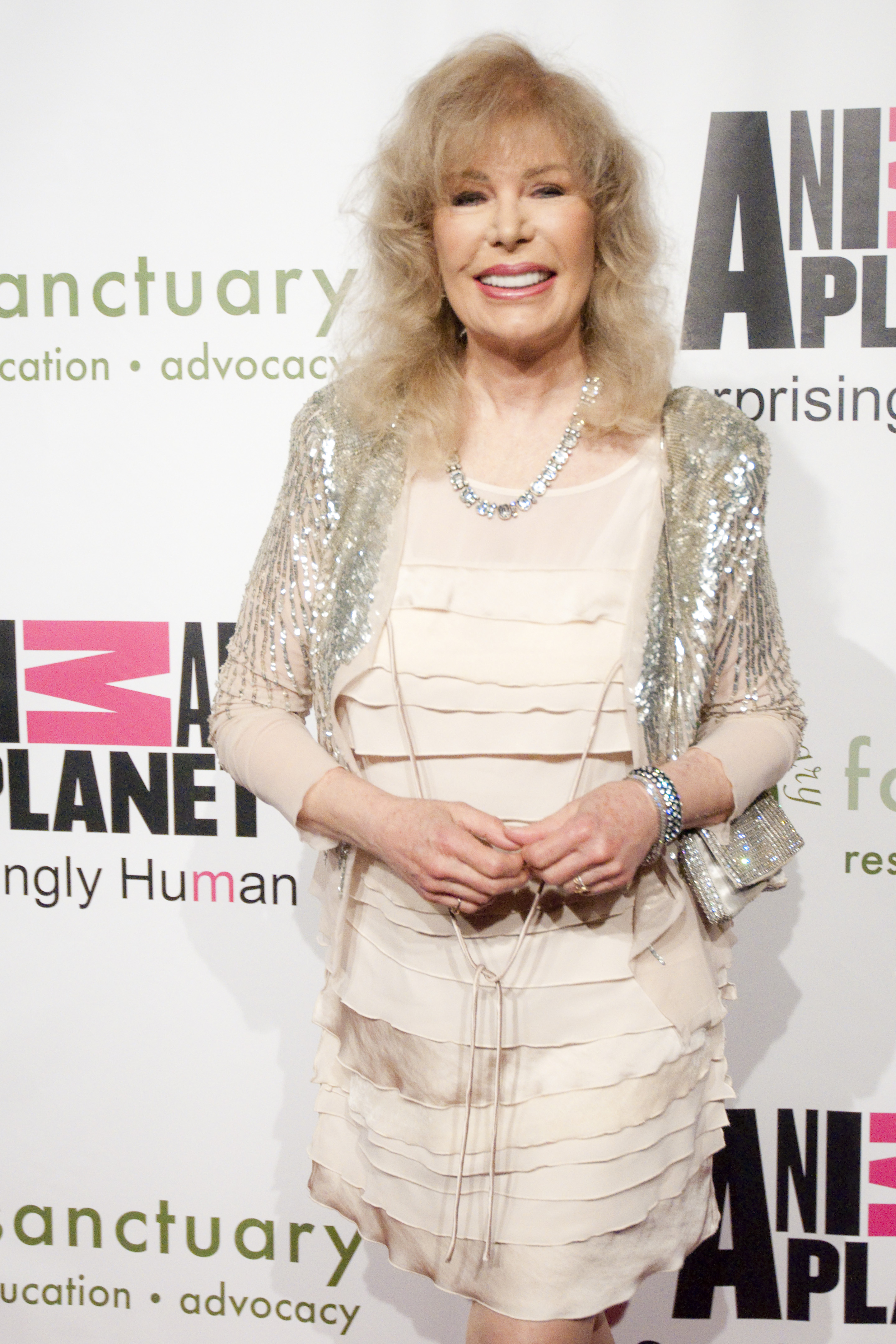
ロレッタ・スウィット／5月30日没

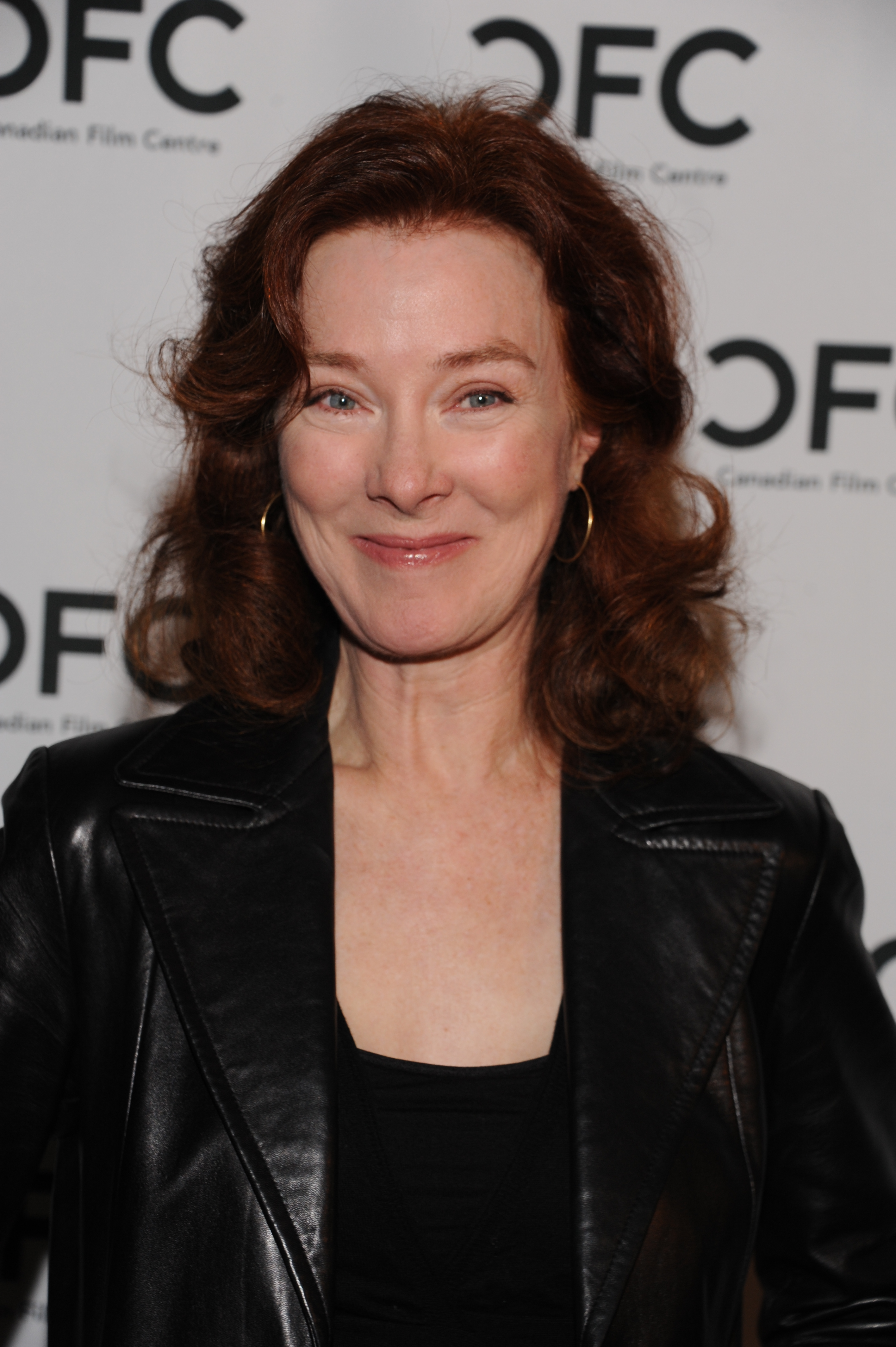
ヴァレリー・マハフェイ／5月30日没

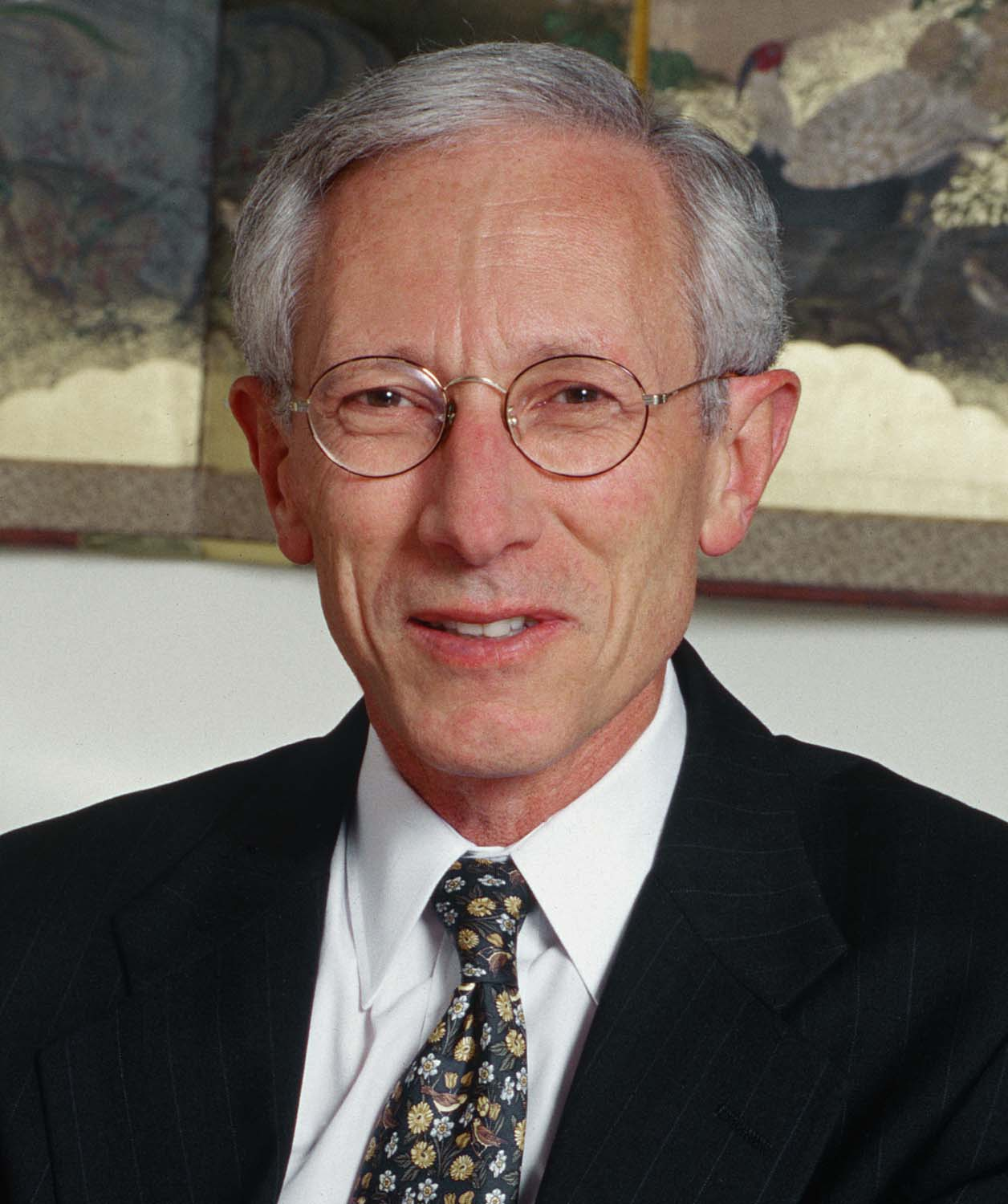
スタンレー・フィッシャー／5月31日没

- 5月16日 - 高階昇、日本の実業家、元三菱商事常務（* 1922年?）[255]
- 5月16日 - メタ・ヴェランデル（英語版、スウェーデン語版）、スウェーデンの女優（* 1924年）[256]
- 5月16日 - マリアンネ・ベルナドッテ（英語版、スウェーデン語版）、スウェーデンの貴族【ヴィスボリ伯爵夫人】、女優（* 1924年）[257]
- 5月16日 - ピーター・ラックス、ハンガリー出身のアメリカ合衆国の理論数学者、応用数学者、元ニューヨーク大学クーラント数理科学研究所教授（* 1926年）[258]
- 5月16日 - 馬原（中国語版）、中華人民共和国の裁判官、政治家、元最高人民法院副院長・審判委員会委員、元中国共産党全国代表大会代表、元北京大学教員、元中華全国婦女連合会常務委員（* 1930年）[259]
- 5月16日 - ヤン・テルラウ（英語版、オランダ語版）、オランダの絵本作家、核物理学者、政治家、元副首相・経済事務相、元第一院・第二院議員、元ヘルダーラント州女王弁務官、元民主66党首（* 1931年）[260]
- 5月16日 - ヘラルト・スーテマン（英語版、オランダ語版）、オランダの脚本家（* 1936年）[261]
- 5月16日 - 七戸均、日本の政治家、青森県深浦町議会議員・副議長（* 1937年?）[262]
- 5月16日（訃報発表日） - ジョン・R・ロス（英語版）、アメリカ合衆国の言語学者、元マサチューセッツ工科大学・北テキサス大学教授（* 1938年）[263]
- 5月16日 - 加藤忠二、日本の政治家、広島県呉市議会議員（* 1939年?）[264]
- 5月16日 - 朴秀黙（朝鮮語版）、大韓民国の政治家、元富平区庁長（* 1941年）[265]
- 5月16日 - 古川顯、日本の金融学者、京都大学名誉教授（* 1942年?）[266]
- 5月16日 - 當山善堂、日本の地方公務員、文化人、八重山古典民謡保存会師範、元沖縄県八重山支庁長、元沖縄県公文書館館長（* 1943年?）[267]
- 5月16日 - ヤドヴィガ・ラッペ（英語版、ポーランド語版）、ポーランドのアルト、オペラ歌手、音楽教育者、フリデリック・ショパン音楽大学教授（* 1952年）[268]
- 5月16日 - 浅羽義里、日本の地方公務員、土木技術者、元神奈川県副知事・県土整備局局長（* 1956年）[269]
- 5月16日 - エマニュエル・クンデ（英語版、フランス語版）、カメルーンの元プロサッカー選手、指導者、元同国代表（* 1956年）[270]
- 5月16日 - 千炳年（朝鮮語版）、大韓民国の実業家、ウジョンバイオ（朝鮮語版）創業者・会長（* 1957年）[271]
- 5月16日 - 宮口宏夫、日本の実業家、北海道新聞社会長・元社長（* 1958年）[272]
- 5月16日（遺体発見日） - 田中健太、日本の生態学者、環境学者、筑波大学准教授（* 1974年）[273]
- 5月16日 - ジェイソン・コンティ（英語版）、アメリカ合衆国の元プロ野球選手（* 1975年）[274]
- 5月17日 - 程立（中国語版）、中華人民共和国の病理生理学者、ウイルス性白血病研究者、軍医、復旦大学教授、元上海第一医学院教授（* 1927年）[275]
- 5月17日 - 工藤和豊、日本のアマチュア囲碁棋士（* 1934年?）[276]
- 5月17日 - 長津功三良、日本の詩人（* 1934年?）[277]
- 5月17日 - 甘柏林（中国語版）、中華人民共和国の二胡奏者、特殊教育者、元長春大学特殊教育学院院長、元全国政治協商会議委員、元中国障害者連合会（中国語版）副主席（* 1935年）[278]
- 5月17日 - 佐々木秀綱、日本の政治家、元秋田県大内町長（* 1936年?）[279]
- 5月17日 - 西田篤弘、日本の地球惑星科学者、宇宙科学研究所名誉教授・元所長（* 1936年）[280][281]
- 5月17日 - 平林伊三郎、日本の政治家、元長野県穂高町長・安曇野市長（* 1937年）[282]
- 5月17日 - ガウン・グレインジャー（英語版）、イギリスの俳優、劇作家、脚本家（* 1937年）[283]
- 5月17日 - ロジャー・ニコルス、アメリカ合衆国の作曲家（* 1940年）[284]
- 5月17日 - 佐和隆光、日本の計量経済学者、環境経済学者、京都大学名誉教授、元滋賀大学学長（* 1942年）[285]
- 5月17日 - 崔晳政（朝鮮語版）、大韓民国の実業家、韓一高速（朝鮮語版）会長（* 1942年）[286]
- 5月17日 - 鳴海義男、日本の政治家、元青森県金木町長（* 1943年?）[287]
- 5月17日 - ポール・ダーカン（英語版）、アイルランドの詩人（* 1944年）[288]
- 5月17日 - 熊谷多津旺、日本の実業家、クマガイ特殊鋼取締役会長（* 1947年?）[289]
- 5月17日 - 李在均（朝鮮語版）、大韓民国の官僚、政治家、元国会議員、元国土海洋部第2次官（* 1954年）[290]
- 5月17日 - フランコ・メルリ（英語版、イタリア語版）、イタリアの俳優（* 1956年）[291]
- 5月17日 - 朱媛媛（中国語版）、中華人民共和国の女優（* 1974年）[292]
- 5月17日（訃報発表日） - ウェレノワ（英語版、フランス語版）（ジェレミー・バナ・オウォナ）、フランスのラッパー（* 1994年）[293]
- 5月17日 - エウラヘリコプター空中衝突事故（フィンランド語版）で死去した人物[294]
  - オレグ・ソナヤルグ（英語版、エストニア語版）、エストニアの実業家（* 1959年）
  - プリート・ヤーガント（英語版、エストニア語版）、エストニアの実業家（* 1972年）
- 5月18日 - フェルナンド・ゴンサレス・オジェ（英語版、スペイン語版）、スペインの文献学者、言語学者、ナバーラ大学名誉教授（* 1929年）[295]
- 5月18日 - ジェームズ・E・ティル、カナダの生物物理学者、トロント大学名誉教授（* 1931年）[296]
- 5月18日 - 秦文俊（中国語版）、中華人民共和国の政治家、元中国共産党深圳市委員会副書記、元新華社香港分社副社長、元全国政治協商会議委員（* 1932年）[297]
- 5月18日 - ジョー・アン・プレンティス、アメリカ合衆国のプロゴルファー（* 1933年）[298]
- 5月18日 - アブドゥ・サラ・ヤンハ（ドイツ語版）、ガンビアの公務員、外交官、政治家、元公務員長・事務総長、元国家投資委員会常任委員長・チーフエグゼクティブ（* 1941年）[299]
- 5月18日 - 呉静山（中国語版）、中華人民共和国の山水画家、花鳥画家、書家、中央文史研究館（中国語版）館員（* 1943年）[300]
- 5月18日 - 鶴岡勝郎、日本の卓球指導者、愛媛県卓球協会顧問・元会長（* 1943年?）[301]
- 5月18日 - 明石満、日本の高分子材料工学者、大阪大学名誉教授、元鹿児島大学教授（* 1949年）[302]
- 5月19日 - ユーリー・グリゴローヴィッチ、ソビエト連邦、ロシアのバレエダンサー、振付家（* 1927年）[303]
- 5月19日 - キャスリーン・ヒューズ（英語版）、アメリカ合衆国の女優（* 1928年）[304]
- 5月19日 - 並川明子、日本の教育者、元学校法人和弘学園園長、元兵庫県教育委員長（* 1930年?）[305]
- 5月19日 - 小林武史、日本のヴァイオリニスト、伊福部昭記念館館長、元中新田バッハホール音楽院院長、元東京交響楽団・ブルノ国立フィルハーモニー管弦楽団・リンツブルックナー管弦楽団・読売日本交響楽団コンサートマスター（* 1931年）[306]
- 5月19日（訃報発表日） - アウロラ・クラベル（英語版、スペイン語版）、メキシコの女優（* 1936年）[307]
- 5月19日 - 宗定史、日本の教育者、元八戸東高等学校校長（* 1938年?）[308]
- 5月19日 - 金幸子（朝鮮語版）、大韓民国のファッションデザイナー（* 1940年）[309]
- 5月19日 - ハンス・ヴィーヘル（英語版、オランダ語版）、オランダの政治家、元副首相・内務相、元第一院・第二院議員、元フリースラント州女王弁務官、元自由民主国民党党首（* 1941年）[310]
- 5月19日 - 富田武、日本の政治学者、シベリア抑留研究者、成蹊大学名誉教授（* 1945年）[311]
- 5月19日 - J・アーチ・ゲッティ、アメリカ合衆国の歴史学者、カリフォルニア大学ロサンゼルス校名誉教授、元カリフォルニア大学リバーサイド校教員（* 1950年）[312]
- 5月19日 - イグナシオ・ロドリゲス（英語版、スペイン語版）、メキシコの元プロサッカー選手、指導者、元同国代表（* 1956年）[313]
- 5月19日（訃報発表日） - クリス・ヘイガー（英語版）、アメリカ合衆国のギタリスト、「ラフ・カット」の元メンバー（* 1957年?）[314]
- 5月19日 - 明石昌夫、日本の音楽プロデューサー、ベーシスト、作曲家、洗足学園音楽大学教授、「AKASHI MASAO GROUP」のメンバー（* 1957年）[315]
- 5月19日 - コルトン・フォード（英語版）（グレン・スーケシアン）、アメリカ合衆国のゲイポルノ男優、俳優、歌手（* 1962年）[316]
- 5月19日（訃報発表日） - アダム・ラミー、アメリカ合衆国のボーカリスト、「ドロップアウト・キングス（英語版）」のメンバー（* 1993年?）[317]
- 5月19日（訃報発表日） - にーな、日本のアイドル、「BrainBeat」のメンバー（* 生年不明）[318]
- 5月20日 - 近藤ミネ、日本のスーパーセンテナリアン、同国最高齢者（* 1910年）[319]
- 5月20日 - 金城唯喜、日本の漆芸家、現代の名工（* 1925年?）[320]
- 5月20日 - アーサー・ハミルトン（英語版）、アメリカ合衆国の作曲家、ソングライター（* 1926年）[321]
- 5月20日または5月21日 - ビリー・ウィリアムズ、イギリスの撮影監督（* 1929年）[322][323]
- 5月20日 - M・R・シリーニヴァーサン（英語版、カンナダ語版）、インドの原子力工学者、政治家、元原子力省（英語版）長官、元原子力委員会（英語版）委員長、元インド原子力発電公社総裁、元マドラス原子力発電所チーフプロジェクトエンジニア（* 1930年）[324]
- 5月20日 - ケイ・アーサー（英語版）、アメリカ合衆国の福音派の伝道者、聖書研究者、作家、司会者（* 1933年）[325]
- 5月20日 - 佐久川政一、日本の憲法学者、沖縄大学名誉教授・元学長（* 1933年）[326]
- 5月20日 - マリーナ・フォン・ノイマン・ホイットマン、アメリカ合衆国の経済学者、実業家、ミシガン大学名誉教授、元大統領経済諮問委員会委員、元ピッツバーグ大学教員、元ゼネラルモーターズ副社長（* 1935年）[327]
- 5月20日 - ジョーン・ハリソン（英語版）、南アフリカ共和国の元競泳選手、1952年オリンピック金メダリスト（* 1935年）[328]
- 5月20日 - チャン・ドゥック・ルオン、ベトナムの地図製作者、政治家、元国家主席、元副首相・閣僚評議会副議長、元国会議員、元地質総局局長、元ベトナム共産党中央執行委員会政治局員・政治局常務委員（* 1937年）[329]
- 5月20日 - ジャヤント・ナルリカル、インドの天文学者、天体物理学者、科学作家、ブロードキャスター、元国際天文学連合宇宙論委員会委員長（* 1938年）[330]
- 5月20日 - ニノ・ベンヴェヌティ、イタリアの元プロボクサー、1960年オリンピック金メダリスト、元世界ボクシング協会・世界ボクシング評議会世界スーパーウェルター級・ミドル級統一王者（* 1938年）[331]
- 5月20日 - 宮寺勝利、日本の元プロ野球選手【読売ジャイアンツ・西鉄ライオンズ・太平洋クラブライオンズ所属】、野球解説者、元稲尾スポーツ取締役営業部長（* 1940年）[332]
- 5月20日 - 神近牧男、日本の農学者、農業気象学者、鳥取大学名誉教授、元鳥取環境大学副学長（* 1941年）[333]
- 5月20日 - フランシスコ・デ・ボルボン・イ・エスカサーニ（英語版、スペイン語版）、スペインの貴族【セビージャ公爵】、銀行家、実業家（* 1943年）[334]
- 5月20日（訃報発表日） - ミカエル・B・トレトウ（英語版、スウェーデン語版）、スウェーデンのレコーディング・エンジニア、音響技術者、ミュージシャン、音楽プロデューサー（* 1944年）[335]
- 5月20日 - 江守光起、日本の政治家、元京都府舞鶴市長（* 1944年）[336]
- 5月20日 - 大村幸弘、日本の考古学者、中近東文化センター付属アナトリア考古学研究所名誉所長（* 1946年）[337]
- 5月20日 - ジョージ・ウェント、アメリカ合衆国の俳優、コメディアン、声優（* 1948年）[338]
- 5月20日（訃報発表日） - タシ・ドンドゥプ（中国語版）、中華人民共和国の俳優、コメディアン（* 1954年）[339]
- 5月20日 - 石川稔、日本の政治家、愛媛県議会議員（* 1955年）[340]
- 5月20日 - パトリック・オフリン（英語版）、イギリスのジャーナリスト、元欧州議会議員（* 1965年）[341]
- 5月20日 - スコット・クリンゲンベック（英語版）、アメリカ合衆国の元プロ野球選手（* 1971年）[342]
- 5月20日 - ガディ・キンダ（英語版、ヘブライ語版）、エチオピア出身のイスラエルのプロサッカー選手、イスラエル代表（* 1994年）[343]
- 5月20日（訃報発表日） - マーク・グリーン（英語版）、アメリカ合衆国の歌手、元「ザ・モーメンツ」のメンバー（* 生年不明）[344]
- 5月21日 - 臼井ます、日本のスーパーセンテナリアン、同国最高齢者（* 1910年）[345]
- 5月21日 - 侯北人（中国語版）、中華民国、アメリカ合衆国の中国画家、政治家、元中華民国立法委員、元制憲国民大会代表（* 1917年）[346]
- 5月21日 - マルト・コーン（英語版、フランス語版）、フランスのレジスタンス運動家（* 1920年）[347]
- 5月21日 - マリアーノ・オソレス（英語版、スペイン語版）、スペインの映画監督、脚本家（* 1926年）[348]
- 5月21日 - ドリーニャ・ドゥヴァル（英語版、ポルトガル語版）、ブラジルの女優、歌手（* 1929年）[349]
- 5月21日 - アラスデア・マッキンタイア、イギリス、アメリカ合衆国の哲学者、ノートルダム大学名誉教授（* 1929年）[350]
- 5月21日 - 柳瀬璋、日本のテレビディレクター、実業家、元毎日放送社長（* 1933年）[351]
- 5月21日 - 高令印（中国語版）、中華人民共和国の哲学者、廈門大学教授（* 1935年）[352]
- 5月21日 - 陳紹銓（中国語版）、中華人民共和国の政治家、元九江市政治協商会議主席、元中国共産党九江市委員会副書記・徳安県委員会書記（* 1935年）[353]
- 5月21日 - 沢竜二、日本の俳優（* 1935年）[354]
- 5月21日 - ノル・デ・ラウテル（英語版、オランダ語版）、オランダの元サッカー選手、指導者（* 1940年）[355]
- 5月21日 - ロバート・A・ホルトン、アメリカ合衆国の化学者、タキソール研究合成者、フロリダ州立大学教授、元パデュー大学・バージニア工科大学教員（* 1944年）[356]
- 5月21日 - 邱金凱（中国語版）、中華人民共和国の軍人、中国人民解放軍中将、元北京軍区副司令官・参謀長・装備部部長、元北京衛戍区（中国語版）司令官、元第27集団軍軍長（* 1946年）[357]
- 5月21日 - ジェリー・コノリー（英語版）、アメリカ合衆国の政治家、下院議員、元フェアファックス郡議会議員・議長（* 1950年）[358]
- 5月21日 - ナンバーラ・ケーシャヴァ・ラーヴ（英語版、テルグ語版）、インドのゲリラ軍事指導者、インド共産党毛沢東主義派最高司令官（* 1955年）[359]
- 5月21日 - ジム・アーセイ（英語版）、アメリカ合衆国の実業家、インディアナポリス・コルツオーナー（* 1959年）[360]
- 5月21日 - アンドリー・ポルトノフ（英語版、ウクライナ語版）、ウクライナの弁護士、政治家、元大統領府副長官、元ヴェルホーヴナ・ラーダ議員（* 1973年）[361]
- 5月22日 - 小暮智一、日本の天体物理学者、京都大学名誉教授、美星天文台名誉台長（* 1926年）[362]
- 5月22日 - 伊狩典子、日本のニュースキャスター、ラジオパーソナリティ（* 1928年）[363]
- 5月22日 - 小松忠二、日本の花火師、現代の名工（* 1931年）[364]
- 5月22日 - 王涛（中国語版）、中華人民共和国の石油技術者、政治家、元石油工業部（中国語版）部長、元中国石油天然気総公司総経理、元中国石油化工総公司（中国語版）総経理、元中国海洋石油総公司南海東部石油公司総経理（* 1931年）[365]
- 5月22日 - 広重力、日本の神経科学者、元北海道大学学長、元大学入試センター所長（* 1931年）[366]
- 5月22日 - ピッパ・スコット（英語版）、アメリカ合衆国の女優（* 1934年）[367]
- 5月22日 - 川原和夫、日本の木彫工芸家、元富山県美術連合会会長（* 1936年?）[368]
- 5月22日 - アルフレド・パラシオ、エクアドルの心臓・循環器学者、医師、政治家、元大統領・副大統領、元保健相（* 1939年）[369]
- 5月22日 - アマンダ・フィールディング、イギリスの薬物自由化活動家、ベックリー財団創設者（* 1943年）[370]
- 5月22日 - ウーゴ・フェルナンデス・ファインゴルド（英語版、スペイン語版）、ウルグアイの編集者、外交官、政治家、元副大統領（英語版）、元労働社会福祉相、元元老院議員、元駐アメリカ合衆国大使（* 1947年）[371]
- 5月22日 - ガイ・クルセヴセク、アメリカ合衆国のアコーディオン奏者、作曲家（* 1947年）[372]
- 5月22日 - 南晋三、日本の実業家、元潮出版社社長（* 1947年?）[373]
- 5月22日 - イム・スア（朝鮮語版）、大韓民国の声優（* 1951年）[374]
- 5月22日（訃報発表日） - トミー・リーモン（英語版）、アメリカ合衆国の元プロアメリカンフットボール選手、指導者、俳優（* 1952年）[375]
- 5月22日 - モルテン・ステーンストルップ（英語版、ノルウェー語版）、ノルウェーの弁護士、政治家、元ストーティング議員、元ヴェストフォル県議会・オスロ市議会議員、元テンスベル市議会議員・議長（* 1953年）[376]
- 5月22日（訃報発表日） - ジョージア・オコナー（英語版）、イギリスのプロボクサー（* 2000年）[377]
- 5月22日 - サンディエゴセスナ機衝突墜落事故（英語版）で死去した人物[378]
  - デイヴ・シャピロ（英語版）、アメリカ合衆国のタレント・エージェント（* 1983年）
  - ダニエル・ウィリアムズ（英語版）、アメリカ合衆国のドラマー、「デヴィル・ウェアーズ・プラダ」の元メンバー（* 1985年）
- 5月23日 - 江頭重利、日本の野球グラブ職人、久保田運動具店顧問・元福岡支店長、現代の名工（* 1932年）[379]
- 5月23日 - モハメド・ルアフダル＝ハミーナ（英語版、アラビア語版、フランス語版）、アルジェリアの映画監督、映画プロデューサー（* 1934年）[380]
- 5月23日 - 陳錫生（中国語版）、中華人民共和国の電話交換機技術者、政治家、南京郵電大学（中国語版）教授、元全国人民代表大会代表、元中国農工民主党中央委員会常務委員・江蘇省委員会副主任委員（* 1934年）[381]
- 5月23日 - 何景賢（中国語版）、中華民国（台湾）の中国語教育者（* 1935年）[382]
- 5月23日 - ジョン・G・ヴラズニー（英語版）、アメリカ合衆国のカトリック教会の聖職者、元ポートランド大司教区大司教（* 1937年）[383]
- 5月23日 - メアリー・K・ゲイラード（英語版）、アメリカ合衆国の理論物理学者、カリフォルニア大学バークレー校教授（* 1939年）[384]
- 5月23日 - 春日井郁子、日本のバレエ指導者、春日井バレエアート・春日井ジャズダンスアカデミー・春日井バレエダンスギャラリー創設者（* 1939年?）[385]
- 5月23日 - セバスチャン・サルガド、ブラジルの写真家（* 1944年）[386]
- 5月23日 - 花井伸夫、日本のジャーナリスト、演劇・演芸評論家（* 1946年）[387]
- 5月23日 - 赤羽真太郎、日本の実業家、はやしや最高顧問、松本商工会議所会頭（* 1947年?）[388]
- 5月23日（訃報発表日） - オレクサンドル・ベレジニー（英語版、ウクライナ語版）、ソビエト連邦、ウクライナの元サッカー選手、指導者、元ソビエト連邦代表（* 1957年）[389]
- 5月23日 - パヴェル・ハロウプカ（英語版、チェコ語版）、チェコスロバキア、チェコの元サッカー選手、指導者、元チェコスロバキア代表（* 1959年）[390]
- 5月23日 - 篠原誠、日本の実業家、鹿児島土木設計代表取締役・社長、鹿児島県測量設計業協会副会長、元鹿児島県建設コンサルタンツ協会会長（* 1959年?）[391]
- 5月23日 - ムクル・デヴ（英語版、パンジャブ語版）、インドの俳優（* 1970年）[392]
- 5月24日 - マイ・チャウ（ベトナム語版）、ベトナムの女優（* 1927年）[393]
- 5月24日 - マルセル・オフュルス（英語版、フランス語版、ドイツ語版）、ドイツ出身のフランスの映画監督、ドキュメンタリー映画製作者（* 1927年）[394]
- 5月24日 - 勝連哲治、日本の実業家、元沖縄タイムス社専務（* 1934年?）[395]
- 5月24日 - スーザン・ブラウンミラー、アメリカ合衆国の作家、ジャーナリスト、フェミニズム活動家（* 1935年）[396]
- 5月24日 - 昭和のいる、日本の漫才師（* 1936年）[397]
- 5月24日 - 顧玉東（中国語版）、中華人民共和国の外科学者、医学教育者、政治家、復旦大学付属華山医院（中国語版）教授、元中国共産党全国代表大会代表（* 1937年）[398]
- 5月24日 - コル・ボーンストラ（英語版、オランダ語版）、オランダの実業家、元フィリップス取締役会長（* 1938年）[399]
- 5月24日（訃報発表日） - ピロ・ミルカニ（英語版、アルバニア語版）、アルバニアの映画監督（* 1939年）[400]
- 5月24日 - 宮田清藏、日本の高分子材料工学者、元東京農工大学学長（* 1941年）[401]
- 5月24日 - 岡俊太郎、日本のアナウンサー、ニュースキャスター、元読売テレビ報道局長・総務局長（* 1944年?）[402]
- 5月24日 - キリル・イフコフ（英語版、ブルガリア語版）、ブルガリアの元サッカー選手、指導者、元同国代表、1968年オリンピック銀メダリスト（* 1946年）[403]
- 5月24日 - マリニ・フォンセカ（英語版、シンハラ語版）、スリランカの女優、政治家、元国会議員（* 1947年）[404]
- 5月24日 - アラン・イェントブ（英語版）、イギリスのテレビ局経営者、テレビディレクター、テレビ司会者、クリエイティブ・ディレクター、元BBC One・BBC Two管理者（* 1947年）[405]
- 5月24日 - 三好伸一、日本のディレクター、音楽プロデューサー（* 1950年）[406]
- 5月24日 - マイケル・サムラー（英語版）、アメリカ合衆国の歌手、「クール&ザ・ギャング」のメンバー（* 1953年?）[407]
- 5月24日 - ピーター・デイヴィッド（英語版）、アメリカ合衆国の漫画原作者、小説家、放送作家（* 1956年）[408]
- 5月24日（訃報発表日） - 不破亨、日本の長距離走指導者、東京国際大学駅伝競走チームスカウト（* 生年不明）[409]
- 5月25日 - 水津仁郎、日本の政治家、元北海道北見市議会議員・副議長（* 1924年?）[410]
- 5月25日 - ハリソン・ラフィン・タイラー、アメリカ合衆国の化学技術者、実業家（* 1928年）[411]
- 5月25日 - マリエ・トマーショワー（英語版、チェコ語版）、チェコスロバキア、チェコの女優（* 1929年）[412]
- 5月25日 - 高橋亮仁、日本の合唱団幹部、せせらぎ合唱団代表、元帯広合唱連盟理事長（* 1931年?）[413]
- 5月25日 - 張磊（中国語版）、中華人民共和国の歴史学者、脚本家、政治家、元全国人民代表大会代表、元広東省社会科学院院長・副院長、元広東省政治協商会議委員（* 1933年）[414]
- 5月25日 - イルセリル・ラーセン（英語版、デンマーク語版）、デンマークの女優、声優（* 1934年）[415]
- 5月25日 - ビル・アスプレイ（英語版）、イギリスの元サッカー選手、指導者（* 1936年）[416]
- 5月25日 - 新谷大造、日本の地方公務員、元北海道熊石町助役（* 1947年?）[417]
- 5月25日 - 中島利郎、日本の台湾文学者、元岐阜聖徳学園大学教授（* 1947年）[418]
- 5月25日 - 遠藤公義（英語版）、日本出身のドイツの舞踏家、振付師（* 1947年）[419]
- 5月25日（訃報発表日） - サイモン・ハウス（英語版）、イギリスのヴァイオリニスト、キーボーディスト、「ホークウインド」の元メンバー（* 1948年）[420]
- 5月25日 - 池田光輝、日本の真言宗の僧侶、元真言宗中山寺派管長、元大本山中山寺長老、元成就院住職（* 1952年）[421]
- 5月25日 - クリストフ・クレマン（英語版、フランス語版）、フランス、アメリカ合衆国の調教師（* 1965年）[422]
- 5月26日 - チャールズ・ランゲル（英語版）、アメリカ合衆国の検察官、政治家、元下院議員、元ニューヨーク州議会下院議員（* 1930年）[423]
- 5月26日 - アントニオ・バセオット（英語版、スペイン語版）、アルゼンチンのカトリック教会の聖職者、元同国軍事教区（英語版）・アニャトゥヤ（英語版）教区司教（* 1932年）[424]
- 5月26日 - ムハンマド・アッ＝ザナーティー（英語版、アラビア語版）、リビアの政治家、元大リビア・アラブ社会主義人民ジャマーヒリーヤ国全国人民会議書記長、元リビア王国下院議員（* 1937年）[425]
- 5月26日 - 中垣喜彦、日本の実業家、元電源開発社長（* 1938年）[426]
- 5月26日 - 趙登挙（中国語版）、中華人民共和国の検察官、元最高人民検察院副検察長・民事行政検察庁長・汚職賄賂検察庁長、元吉林省人民検察院副検察長、元全国政治協商会議委員（* 1939年）[427]
- 5月26日 - コー・フーデマン（英語版、オランダ語版）、オランダ出身のカナダのストップモーション・アニメーター、映画監督、映画プロデューサー（* 1940年）[428]
- 5月26日 - 遠藤喜志雄、日本の実業家、郡山水産代表取締役会長（* 1945年?）[429]
- 5月26日 - ロバート・ジャーヴィック、アメリカ合衆国の医用工学者、人工心臓設計者（* 1946年）[430]
- 5月26日 - リック・デリンジャー、アメリカ合衆国のギタリスト、ソングライター、元「マッコイズ（英語版）」のメンバー（* 1947年）[431]
- 5月26日 - ホーレス・スピード（英語版）、アメリカ合衆国の元プロ野球選手（* 1951年）[432]
- 5月26日 - ワリード・アル＝ジャーシム（英語版、アラビア語版）、クウェートの元サッカー選手、元同国代表（* 1959年）[433]
- 5月26日 - 原田直樹、日本の土壌学者、新潟大学教授（* 1964年?）[434]
- 5月26日 - イブー・ファイェ（英語版、フランス語版）、セネガルの元ハードル競走選手（* 1969年）[435]
- 5月27日 - 與儀仁助、日本のセンテナリアン（* 1915年?）[436]
- 5月27日 - 麻木正美、日本の実業家、元白泉社代表取締役社長（* 1932年）[437]
- 5月27日 - ジャン・チベリ、フランスの政治家、元食品産業担当国務長官、元パリ市長・第一副市長、元パリ5区長、元国民議会議員、元パリ議会・パリ5区議会議員（* 1935年）[438][439]
- 5月27日 - 平井隆、日本の英文学者、山口大学名誉教授（* 1936年?）[440]
- 5月27日 - 孫鑫（中国語版）、中華人民共和国の凝縮系物理学者、復旦大学教授（* 1938年）[441]
- 5月27日 - 大中捷雄、日本の教育者、コントラバス奏者【愛媛交響楽団所属】、元大洲農業高等学校校長（* 1938年?）[442]
- 5月27日（訃報発表日） - ウィリー・スティーヴンソン（英語版）、イギリスの元プロサッカー選手、指導者（* 1939年）[443]
- 5月27日 - 李康熙（朝鮮語版）、大韓民国の政治家、元国会議員（* 1942年）[444]
- 5月27日 - クラウディオ・ミケロット（英語版、イタリア語版）、イタリアの元ロードサイクリスト（* 1942年）[445]
- 5月27日 - フアン・ラモン・ベロン、アルゼンチンの元サッカー選手、指導者【元グアテマラ代表監督】、元同国代表（* 1944年）[446]
- 5月27日 - 磯部君男、日本の自動車整備業の事業協同組合幹部、BSサミット事業協同組合理事長（* 1946年?）[447]
- 5月27日 - ピーター・クォン（ドイツ語版）、アメリカ合衆国の俳優（* 1952年）[448]
- 5月27日 - フレディー・アギラ、フィリピンのフォークシンガー、シンガーソングライター、元国家文化芸術委員会委員、元大統領文化芸術顧問（* 1953年）[449]
- 5月27日 - 鄭淳甲（朝鮮語版）、大韓民国の公務員、元気象庁長（* 1954年）[450]
- 5月27日 - チェ・ジョンウ、大韓民国の俳優（* 1957年）[451]
- 5月27日 - エド・ゲイル（英語版）、アメリカ合衆国の俳優（* 1963年）[452]
- 5月27日 - デヴィン・ハージェス、アメリカ合衆国の俳優（* 1983年）[453]
- 5月27日 - プレスリー・チュエネヤガエ（英語版）、南アフリカ共和国の俳優（* 1984年）[454]
- 5月28日 - ジョージ・E・スミス、アメリカ合衆国の物理学者、撮像素子研究者、CCDイメージセンサ共同発明者、元ベル研究所研究員、2009年ノーベル物理学賞受賞者（* 1930年）[455]
- 5月28日（訃報発表日） - ペア・ノアゴー、デンマークの作曲家、元オーフス王立音楽アカデミー（英語版）教授（* 1932年）[456]
- 5月28日 - 吉松繁、日本の日本基督教団の牧師、人権活動家、日本基督教団王子北教会隠退教師、元在日韓国人『政治犯』を支援する会全国会議事務局長・代表、元民族の権利と解放のための国際同盟日本支部事務局長（* 1932年）[457]
- 5月28日 - マルコス・アザンブージャ（英語版、ポルトガル語版）、ブラジルの外交官、元外務省事務総長、元駐フランス・アルゼンチン大使（* 1935年）[458]
- 5月28日 - ヴァール・ティーフェンサラー（英語版）、アメリカ合衆国の元プロ野球選手（* 1937年）[459]
- 5月28日 - ングギ・ワ・ジオンゴ、ケニアの劇作家、小説家、文学者、元カリフォルニア大学アーバイン校教授（* 1938年）[460]
- 5月28日 - アル・フォスター、アメリカ合衆国のジャズ・ドラマー（* 1943年）[461]
- 5月28日 - 劉修一（英語版、朝鮮語版）、大韓民国のカトリック教会の聖職者、元同国軍事教区（英語版）司教（* 1945年）[462]
- 5月28日 - ルチャ・フエンテス（英語版、スペイン語版）、ペルーの元バレーボール選手、指導者、元同国女子代表（* 1948年）[463]
- 5月28日 - モハメド・サイード・モルガン、ソマリア、プントランドの軍人、政治家、ソマリア軍（英語版）将軍、元ソマリア国防相（* 1949年）[464]
- 5月28日 - クリスティーン・ハーン＝フィッシャー（英語版）、アメリカ合衆国のグラフィックデザイナー、ミュージシャン、元「マラリア」のメンバー（* 1951年）[465]
- 5月28日 - 徳重政時、日本の政治家、元広島県三原市議会議員（* 1952年?）[466]
- 5月28日 - サルマン・ハシミコフ、ソビエト連邦、ロシアのプロレスラー、元フリースタイルレスラー（* 1953年）[467]
- 5月28日 - 康然浩（朝鮮語版）、大韓民国の政治家、済州特別自治道議会議員（* 1955年）[468]
- 5月28日 - 夏吟蘭（中国語版）、中華人民共和国の法学者、中国政法大学教授、元中華全国婦女連合会執行委員会委員、元北京市婦女連合会副主席（* 1957年）[469]
- 5月28日（イスラエル側発表日[注 2]） - ムハンマド・アッ＝シンワール、パレスチナ国の軍事指導者、政治家、ガザ地区のハマース指導者（* 1975年）[470]
- 5月29日 - 和多田勇、日本の農業協同組合幹部、元JA三方五湖代表理事組合長（* 1934年?）[471]
- 5月29日 - ロベルト・ゴメス・ギマランイス（英語版、ポルトガル語版）、ブラジルのカトリック教会の聖職者、元カンポス（英語版）教区司教（* 1936年）[472]
- 5月29日 - 張敬（中国語版）、中華民国（台湾）の彫刻家（* 1937年）[473]
- 5月29日 - 汪承灝（中国語版）、中華人民共和国の物理学者、中国科学院声学研究所研究員・元学術委員会主任、中国科学院大学名誉講席教授、元北京市政治協商会議常務委員（* 1938年）[474]
- 5月29日 - アルフ・クラウセン（英語版）、アメリカ合衆国の作曲家、指揮者（* 1941年）[475]
- 5月29日 - 谷口孝男、日本の実業家、元アイシン・エィ・ダブリュ代表取締役社長（* 1942年）[476][477]
- 5月29日 - フアン・マヌエル・エギアガライ（英語版、スペイン語版、バスク語版）、スペインの経済学者、政治家、元産業エネルギー相・公共行政相、元ムルシア州・バスク州政府代表、元下院議員、元バスク州議会・ビスカヤ県議会・ビルバオ市議会議員、元デウスト大学教授（* 1945年）[478][479]
- 5月29日 - 足立正樹、日本の経済社会学者、神戸大学名誉教授（* 1946年）[476]
- 5月29日 - バーナード・ケリック（英語版）、アメリカ合衆国の警察官、元ニューヨーク市警察本部長、元ニューヨーク市矯正局局長（* 1955年）[480]
- 5月29日 - 陳履生（中国語版）、中華人民共和国の美術史家、芸術評論家、編集者、元中国国家博物館副館長、元中国美術館学術一部主任（* 1956年）[481]
- 5月29日 - 床朝（関朝雄）、日本の大相撲の床山【山響部屋所属】（* 1962年）[482]
- 5月29日 - リュドー・ディルクセンス（英語版、オランダ語版）、ベルギーのロードサイクリスト（* 1964年）[483]
- 5月30日 - 洪文山（中国語版）、中華民国（台湾）のバプテスト教会の牧師、政治家、元国民大会代表（* 1917年）[484]
- 5月30日 - エティエンヌ＝エミール・ボリュー（英語版、フランス語版）、フランスの医師、生化学者、内分泌学者、妊娠中絶薬（英語版）の発明者、元フランス国立衛生医学研究所研究ディレクター（* 1926年）[485]
- 5月30日 - 丸尾譲、日本の教育史家、広島大学名誉教授（* 1932年?）[486]
- 5月30日 - 今田勝、日本のジャズ・ピアニスト（* 1932年）[487]
- 5月30日 - 田原博人、日本の宇宙物理学者、宇都宮大学名誉教授・元学長（* 1936年）[488]
- 5月30日 - ロレッタ・スウィット、アメリカ合衆国の女優、動物福祉活動家（* 1937年）[489]
- 5月30日 - レニー・ヴィクター（英語版）、アメリカ合衆国の女優、声優、歌手、ダンス・インストラクター（* 1938年）[490]
- 5月30日 - 井生定巳、日本の俳優、元劇団青春座代表（* 1939年?）[491]
- 5月30日 - プレンティス・ハンコック（英語版）、イギリスの俳優（* 1942年）[492]
- 5月30日 - カタリナ・マゼッティ（英語版、スウェーデン語版）、スウェーデンの作家、ジャーナリスト（* 1944年）[493]
- 5月30日 - 方剛（中国語版）、香港の俳優（* 1947年）[494]
- 5月30日 - 鎌田東二、日本の宗教哲学者、神道学者、民俗学者、ソングライター、京都大学名誉教授、元上智大学特任教授（* 1951年）[495]
- 5月30日 - 范志強（中国語版）、中華民国（台湾）の実業家、元復華証券（中国語版）・台湾高速鉄路・台湾先物取引所（中国語版）・復興航空・元大銀行董事長（* 1951年）[496]
- 5月30日 - ヴァレリー・マハフェイ、インドネシア出身のアメリカ合衆国の女優（* 1953年）[497]
- 5月30日 - 細川博司、日本の医師、政治活動家（* 1960年）[498]
- 5月30日 - 張允昌（朝鮮語版）、大韓民国の元バレーボール選手、指導者、京畿大学校教授、元同国代表（* 1960年）[499]
- 5月30日 - エミル・チュプレンスキ（英語版、ブルガリア語版）、ブルガリアの元ボクサー（* 1960年）[500]
- 5月30日 - 西尾芳彦、日本の音楽プロデューサー、作曲家、作詞家（* 1961年）[501]
- 5月31日 - ベッツィー・ジョクム（英語版）、アメリカ合衆国の元プロ野球選手（* 1921年）[502]
- 5月31日 - 陳瑶琴（中国語版）、香港のサッカー組織幹部、元香港サッカー協会副会長（* 1922年）[503]
- 5月31日 - 朴済相（朝鮮語版）、大韓民国の政治家、元国会議員（* 1935年）[504]
- 5月31日 - 徐通模（中国語版）、中華人民共和国の動力学者、熱工学者、西安交通大学教授・元学長・元副学長（* 1939年）[505]
- 5月31日 - エルネスト・ペッレグリーニ（英語版、イタリア語版）、イタリアの実業家、元インテルナツィオナーレ・ミラノ会長（* 1940年）[506]
- 5月31日 - 鄭洋（朝鮮語版）、大韓民国の詩人（* 1942年）[507]
- 5月31日 - スタンレー・フィッシャー、北ローデシア出身のイスラエル、アメリカ合衆国の経済学者、政治家、元イスラエル銀行総裁、元アメリカ合衆国連邦準備制度理事会副議長、元マサチューセッツ工科大学教授（* 1943年）[508]
- 5月31日 - 小野義雄、日本のジャーナリスト（* 1944年）[509]
- 5月31日 - 余文正、中華民国（台湾）の実業家、元大同公司（中国語版）董事（* 1946年?）[510][511]
- 5月31日 - マイク・マッカラム、ジャマイカのプロボクサー、元世界ボクシング評議会世界ライトヘビー級王者、元世界ボクシング協会世界スーパーウェルター級・ミドル級王者（* 1956年）[512]
- 5月31日 - マイケル・J・バーンズ（英語版）、アメリカ合衆国、グアムのカトリック教会の聖職者、元アガニャ大司教区大司教、元デトロイト大司教区補佐司教（* 1958年）[513]